# Liste der Kulturdenkmale in Schwarzenberg/Erzgeb.

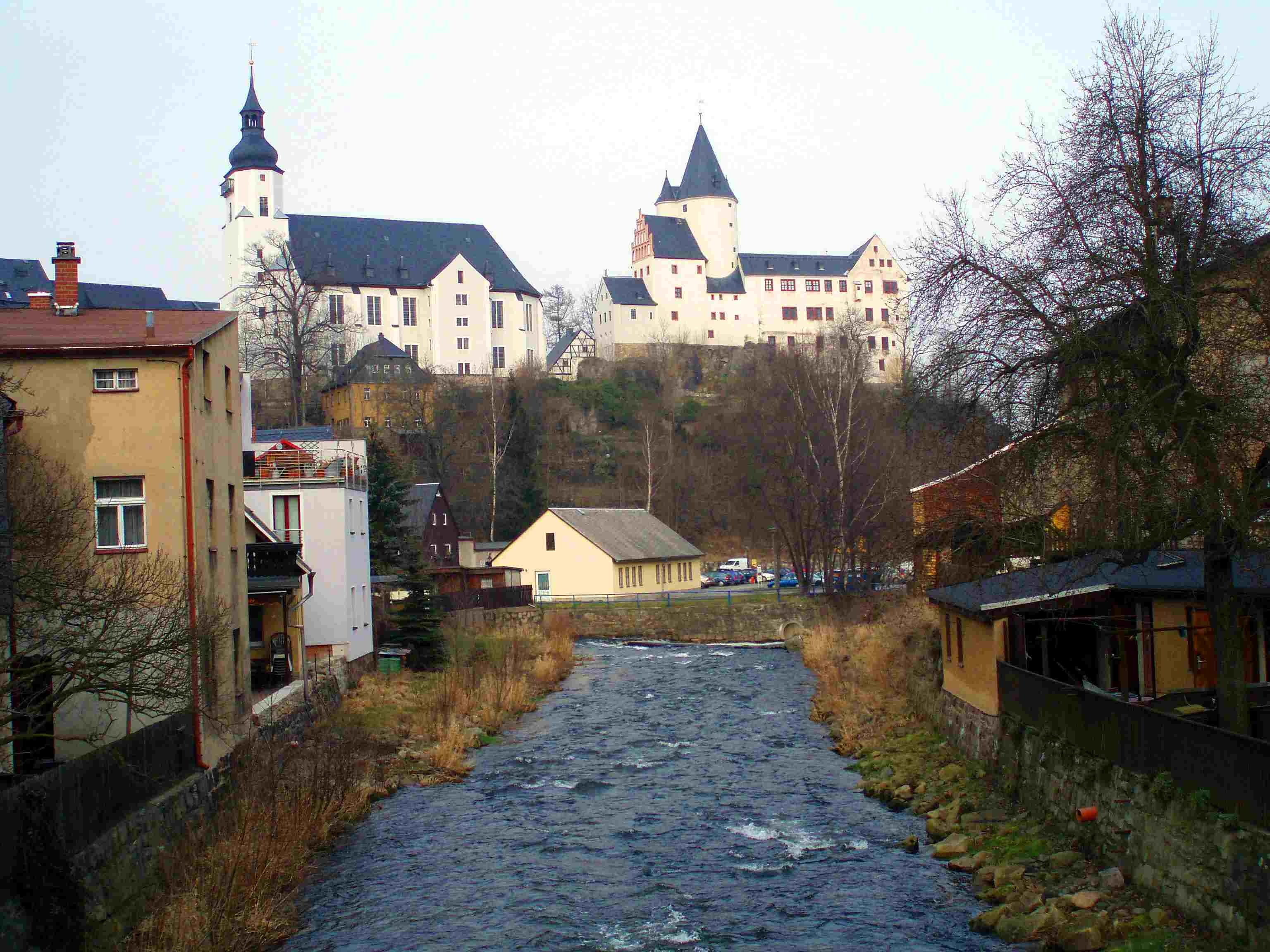
Blick auf Schloss und Stadtkirche

Die Liste der Kulturdenkmale in Schwarzenberg/Erzgeb. enthält die Kulturdenkmale in Schwarzenberg/Erzgeb. und seiner Ortsteile. Diese Liste ist eine Teilliste der Liste der Kulturdenkmale in Sachsen.

## Legende
- Bild: Bild des Kulturdenkmals, ggf. zusätzlich mit einem Link zu weiteren Fotos des Kulturdenkmals im Medienarchiv Wikimedia Commons. Wenn man auf das Kamerasymbol klickt, können Fotos zu Kulturdenkmalen aus dieser Liste hochgeladen werden:
- Bezeichnung: Denkmalgeschützte Objekte und ggf. Bauwerksname des Kulturdenkmals
- Lage: Straßenname und Hausnummer oder Flurstücknummer des Kulturdenkmals. Die Grundsortierung der Liste erfolgt nach dieser Adresse. Der Link (Karte) führt zu verschiedenen Kartendiensten mit der Position des Kulturdenkmals. Fehlt dieser Link, wurden die Koordinaten noch nicht eingetragen. Sind diese bekannt, können sie über ein Tool mit einer Kartenansicht einfach nachgetragen werden. In dieser Kartenansicht sind Kulturdenkmale ohne Koordinaten mit einem roten bzw. orangen Marker dargestellt und können durch Verschieben auf die richtige Position in der Karte mit Koordinaten versehen werden. Kulturdenkmale ohne Bild sind an einem blauen bzw. roten Marker erkennbar.
- Datierung: Baubeginn, Fertigstellung, Datum der Erstnennung oder grobe zeitliche Einordnung entsprechend des Eintrags in der sächsischen Denkmaldatenbank
- Beschreibung: Kurzcharakteristik des Kulturdenkmals entsprechend des Eintrags in der sächsischen Denkmaldatenbank, ggf. ergänzt durch die dort nur selten veröffentlichten Erfassungstexte oder zusätzliche Informationen
- ID: Vom Landesamt für Denkmalpflege Sachsen vergebene, das Kulturdenkmal eindeutig identifizierende Objekt-Nummer. Der Link führt zum PDF-Denkmaldokument des Landesamtes für Denkmalpflege Sachsen. Bei ehemaligen Kulturdenkmalen können die Objektnummern unbekannt sein und deshalb fehlen bzw. die Links von aus der Datenbank entfernten Objektnummern ins Leere führen. Ein ggf. vorhandenes Icon  führt zu den Angaben des Kulturdenkmals bei Wikidata.

## Schwarzenberg, Altstadt
| Bild                                    | Bezeichnung | Lage                               | Datierung                                    | Beschreibung | ID       |
| --------------------------------------- | --- | ---------------------------------- | -------------------------------------------- | --- | -------- |
|                                         | Denkmalschutzgebiet Altstadt Schwarzenberg | (Karte)                            | 13.–19. Jh. (Denkmalschutzgebiet)            | Denkmalschutzgebiet Altstadt Schwarzenberg (Vorschlag) | 09301852 |
| Direkt Bild zu diesem Denkmal hochladen | Mietshaus in offener Bebauung | Bahnhofstraße 3 (Karte)            | um 1900                                      | Markanter, historisierender Putzbau mit für die Zeit typischen Fassadenelementen, baugeschichtlich und ortsentwicklungsgeschichtlich von Bedeutung. | 09201731 |
| Direkt Bild zu diesem Denkmal hochladen | Mietshaus in offener Bebauung | Bahnhofstraße 4 (Karte)            | 1900                                         | Repräsentative, historisierende Klinker-Sandstein-Fassade, baugeschichtlich von Bedeutung. Zweigeschossiger Klinkerbau über Sockelgeschoss, Gliederung der Fassade durch Sandstein, Schweifgiebel, profilierten Fenstern, Säulenportal und aufwändiger Holztür mit beschlagwerkartigem Gitter. | 09201578 |
| Direkt Bild zu diesem Denkmal hochladen | Verwaltungsgebäude in offener Bebauung | Bahnhofstraße 6 (Karte)            | 1925–1926                                    | Im traditionalistischen Stil errichteter Bau mit reicher ornamentaler Verzierung, sehr markant der Eingangsrisalit mit geknicktem und gesprengtem Dreiecksgiebel, Inschrifttafel, Reliefs (eines mit Dukatenmännchen), ornamentalen Teilen, Pilastergliederung und ursprünglicher Eingangstür, baugeschichtlich bedeutend und in dieser Form in Schwarzenberg singulär. Seitlich ähnlich reicher Erker, das weithin sichtbare Dach verschiefert und mit übergiebelten Dachgaupen oder Schleppluken Dachgaupen. | 09201579 |
| Direkt Bild zu diesem Denkmal hochladen | Wohnhaus in halboffener Bebauung | Bahnhofstraße 10 (Karte)           | um 1910                                      | Einheitliche Planung mit Bahnhofstraße 12 und 14, baugeschichtliche Bedeutung, von städtebaulicher Relevanz. | 09306012 |
| Direkt Bild zu diesem Denkmal hochladen | Doppelwohnhaus in halboffener Bebauung | Bahnhofstraße 12; 14 (Karte)       | um 1910                                      | Repräsentatives Wohngebäude mit Ladenzone, im Reformstil der Zeit um 1910, baugeschichtlich bedeutend, als dominierendes Eckgebäude über halbrundem Grundriss, zudem prägend für Ortsbild. Dreigeschossiger Putzbau über halbrundem Grundriss, Erdgeschoss arkadenartige Ladenzone mit großen Rundbogenfenstern, mittiger Erker, ausgebautes Dachgeschoss, Mansarddach. | 09201728 |
| Weitere Bilder                          | Postamt mit Erweiterungsbau | Bahnhofstraße 13 (Karte)           | 1902–1903                                    | Repräsentativer, lang gestreckter Bau mit reicher Klinker-Sandstein-Fassade, in neogotischen Formen errichtet, im Innern noch Teile der originalen Ausstattung (z. B. Türen), dazu späterer Erweiterungsbau, baugeschichtlich und ortsgeschichtlich bedeutend. | 09201729 |
| Weitere Bilder                          | Schule (Nr. 2), seitliche Turnhalle (Nr. 2a), Freitreppe und vorgelagerte Grünanlage | Bermsgrüner Straße 2; 2a (Karte)   | 1914–1916                                    | Repräsentatives Schulgebäude aus der Bauzeit 1914 bis 1916 mit hohem Walmdach, Dachreiter und aufwendiger, zum Teil historisierender Fassadengestaltung, innen originale Ausstattung. Baugeschichtlich, künstlerisch und ortsgeschichtlich von Bedeutung. Seit den 1990er Jahren nutzt das Bertolt-Brecht-Gymnasium das Schulhaus. Das Gebäude im neoklassizistischen Stil samt Innenausstattung stammt aus dem Anfang des 20. Jahrhunderts. Am Portal befindet sich die Inschrift: „Professor Oswin Hempel – 1914 – Entworfen und Geleitet – 1916 – Stadtbaurat Tilsen“. Beschreibung des Freiraums um das Gebäude: Geometrisch angelegter Garten, der dem Gebäude vorgelagert ist. Der Hauptflügel des Bauwerks ist symmetrisch ausgeführt und in drei Ebenen terrassiert: die oberste Ebene schließt sich direkt an das Gebäude an und besteht aus Granitpflaster, entlang der Böschungsoberkante sind Reste einer niedrigen, geschnittenen Eiben-Hecke (Taxus baccata), eine Winter-Linde (Tilia cordata) und eine Rosskastanie (Aesculus hippocastanum) erhalten. Die Böschung zur zweiten Ebene wird durch eine zweiarmige Treppe aus Granit in der Mittelachse überbrückt. Die mittlere Ebene ist mittels hippodromförmigem Weg mit wassergebundener Decke und Mittelweg entlang der Hauptachse erschlossen. Innerhalb der dazwischen liegenden Rasenspiegel sind je drei Stubben sichtbar belassen worden. Zur untersten Ebene führen wiederum eine mittig gelegene Treppe und ein geschwungen angelegter Weg mit wassergebundener Decke. Die Böschungskante und die Treppe sind mit Resten der früheren Eiben-Hecke eingefasst. Die untere Ebene ist bastionsartig angelegt, mit geschnittenen Hainbuchen-Hecken (Carpinus betulus) gefasst. Schließlich prägen Rhododendronbestände die östliche Grundstücksgrenze. Ehemalige Schmuckbeete sind heute nicht mehr erkennbar, auch die ursprünglichen Eibenhecken sind nur noch in Resten vorhanden. Zwischen den verschiednenen Ebenen bestehen Blickbeziehungen nach Norden und Osten. | 09201556 |
| Weitere Bilder                          | Wohnhaus in offener Bebauung | Bermsgrüner Straße 3 (Karte)       | um 1905                                      | Markanter Putzbau mit Zierfachwerk im Traufbereich, baugeschichtlich und straßenbildprägend von Bedeutung. Guter Originalzustand, markanter zweigeschossiger Putzbau mit Zierfachwerk im Traufbereich, ausgebautes Dachgeschoss, reiche Dachlandschaft. | 09247866 |
| Weitere Bilder                          | Ehemaliges Finanzamt (heute Wohnhaus) | Bermsgrüner Straße 5 (Karte)       | bezeichnet 1908–1909                         | Verwaltungsgebäude im Reformstil der Zeit um 1910, bauliches Zeugnis der Entwicklung Schwarzenbergs zur Beamtenstadt, baugeschichtlich und ortsentwicklungsgeschichtlich von Bedeutung. | 09201557 |
| Direkt Bild zu diesem Denkmal hochladen | Mietshaus | Bermsgrüner Straße 7 (Karte)       | um 1900                                      | Villenähnlicher Putzbau mit markanter, historisierender Putzfassade, baugeschichtlich und stadtentwicklungsgeschichtlich bedeutsam. Zweigeschossiger Putzbau mit Mittelrisalit an der Ostseite, Treppenhaus mit Jugendstilfenstern und analog gestalteter Tür, Mansarddach. | 09201558 |
| Direkt Bild zu diesem Denkmal hochladen | Stadttor | Brunnengraben (Karte)              | nach 1900                                    | Städtebaulich wichtiges bogenförmiges Tor aus Granit mit dreieckförmigem Abschluss, baugeschichtlich, ortsgeschichtlich und straßenbildprägend von Bedeutung. | 09201655 |
| Weitere Bilder                          | Sachgesamtheit Georgenfriedhof: drei Grabanlagen, ein Grabmal, Ehrenmal für gefallene Sowjetsoldaten, Soldatengrabanlage für gefallene deutsche Soldaten im Zweiten Weltkrieg und Einfriedung                                                                          | Eibenstocker Straße (Karte)        | 1851                                         | Anlage von kunstgeschichtlicher, heimatgeschichtlicher, ortsgeschichtlicher und personengeschichtlicher Bedeutung. Sachgesamtheit Georgenfriedhof mit folgenden Einzeldenkmalen: (siehe auch Einzeldenkmal 09201561) sowie Friedhofsgestaltung (Gartendenkmal) - Ehrenmal/Soldatengräber: - A. Soldatengrabanlage für im Zweiten Weltkrieg gefallene deutsche Soldaten an der Südwestmauer. - B. Ehrenmal für gefallenen Sowjetsoldaten im Westen des Friedhofs, Obelisk mit Inschrift und kniehoher Mauer denkmalwerte Grabanlagen: 1. Bauer, Heinrich (1917) Urnengrab, 2. Schöne, Bruno (um 1920), repräsentatives Grabmal mit Einfriedung, 3. Adler, Traugott Hermann (1846–1906), Baumeister, Jugendstilgrabmal mit Einfriedung, 4. Familie Freitag, um 1910, Herrenmühle, repräsentative Anlage mit aufwändiger Einfriedung. - Bauliche Schutzgüter: Einfriedung: Um den gesamten Friedhof Bruchsteinmauer aus Granit mit Granit-Abdeckung, entlang der nördlichen Einfriedungsmauer befinden sich Erbbegräbnisse, - Erschließung: - Zugänge: Je ein Zugangstor mit aus Bruchstein gemauerten Pfeilern und Abdeckung sowie zweiflügligem Ziergittertor im Süden und Osten, - Wegesystem: Orthogonal angelegtes Wegesystem mit wassergebundenen Decken (teilweise überwachsen), - Wasserelemente: Kleiner gemauerter Brunnen aus Granitsteinen im Zentrum der Anlage, - Ehrenmal für gefallene Sowjetsoldaten im Westen des Friedhofs, - Soldatengräber Zweiter Weltkrieg an der Südwestmauer. - Vegetation: - Entlang der Wege Alleen bzw. Baumreihen aus geschnittenen Linden (Tilia spec.) – lückig, - Rhododendronbestände im gesamten Friedhofsgelände, - Sonstige Schutzgüter: Bodenrelief: Gelände nach Osten hin abfallend, teilweise leicht angeböscht und mit kleinen Treppchen versehen. | 09306003 |
| Weitere Bilder                          | Drei Grabanlagen, ein Grabmal, Ehrenmal für gefallene Sowjetsoldaten und Soldatengrabanlage für gefallene deutsche Soldaten im Zweiten Weltkrieg sowie Einfriedung | Eibenstocker Straße (Karte)        | nach 1917                                    | Anlage von kunstgeschichtlicher, heimatgeschichtlicher, ortsgeschichtlicher und personengeschichtlicher Bedeutung. Einzeldenkmale der Sachgesamtheit Georgenfriedhof: (siehe auch Sachgesamtheit 09306003) - Einfriedung: um den gesamten Friedhof Bruchsteinmauer aus Granit mit Granit-Abdeckung, entlang der nördlichen Einfriedungsmauer befinden sich Erbbegräbnisse, - Zugänge: je ein Zugangstor mit aus Bruchstein gemauerten Pfeilern und Abdeckung sowie zweiflügligem Ziergittertor im Süden und Osten, - Ehrenmal/Soldatengräber: - A. Soldatengrabanlage für im Zweiten Weltkrieg gefallene deutsche Soldaten an der Südwestmauer, - B. Ehrenmal für gefallenen Sowjetsoldaten im Westen des Friedhofs, Obelisk mit Inschrift und kniehoher Mauer. - Denkmalwerte Grabanlagen: - 1. Bauer, Heinrich (1917) Urnengrab, - 2. Schöne, Bruno (um 1920), repräsentatives Grabmal mit Einfriedung. - 3. Adler, Traugott Hermann (1846–1906), Baumeister, Jugendstilgrabmal mit Einfriedung, - 4. Familie Freitag, um 1910, Herrenmühle, repräsentative Anlage mit aufwändiger Einfriedung. | 09201561 |
| Direkt Bild zu diesem Denkmal hochladen | Alte Wache in halboffener Bebauung und Ecklage (heute Wohnhaus) | Eibenstocker Straße 1 (Karte)      | bezeichnet 1824                              | Markantes Eckgebäude mit Mansarddach, bemerkenswert das geohrte Portal mit datiertem Schlussstein, ursprünglich Wachgebäude, heute als Wohnhaus genutzt, baugeschichtlich und ortsgeschichtlich bedeutsam. | 09201673 |
| Direkt Bild zu diesem Denkmal hochladen | Wohnhaus in halboffener Bebauung und Ecklage | Eibenstocker Straße 2 (Karte)      | nach 1824                                    | Markantes Gebäude mit hohem Mansarddach, zudem Teil der historisch und städtebaulich bedeutsamen Altstadt von Schwarzenberg. Zweigeschossiger Putzbau mit Mansardwalmdach. | 09201656 |
| Direkt Bild zu diesem Denkmal hochladen | Wohn- und Geschäftshaus in Ecklage | Eibenstocker Straße 4 (Karte)      | um 1910                                      | Putzbau mit schöner Bauplastik, baugeschichtlich und städtebaulich von Bedeutung. Dreigeschossiger massiver Putzbau mit dominantem Giebel, Ladenzone mit stilisierten kannelierten Pilastern gegliedert. | 09306013 |
| Direkt Bild zu diesem Denkmal hochladen | Wohnhaus in geschlossener Bebauung | Eibenstocker Straße 6 (Karte)      | nach 1824                                    | Gebäude mit ungewöhnlich breitem, übergiebeltem Zwerchhaus, mit seitlicher Tordurchfahrt und darüber Erker, architektonisch und baugestalterisch bemerkenswert. Zweigeschossiger Putzbau mit seitlicher Toreinfahrt aus der Zeit nach dem Stadtbrand von 1824, Fassade um 1925 mit kräftigen Gurtgesimsen und Eckerker über der Toreinfahrt überformt, seltene Glasdecke im Laden (nach 1900). | 09201752 |
| Direkt Bild zu diesem Denkmal hochladen | Wohnhaus in halboffener Bebauung und Ecklage | Eibenstocker Straße 8 (Karte)      | nach 1824                                    | Markanter, lang gestreckter Bau mit klar gegliederter Fassade, baugeschichtlich und stadtentwicklungsgeschichtlich bedeutsam. Zweigeschossiger Putzbau mit zwei zu neun Achsen, Erdgeschoss mit Putznutung, späterer Ladeneinbau, Eingänge mit profilierten Rahmen, Bedachung und Scheitelstein (zum Teil verändert), Gurtgesims, unter der Traufe Blütenfries, Walmdach mit drei straßenseitigen Dachhäuschen. | 09201753 |
| Weitere Bilder                          | Wohn- und Geschäftshaus in offener Bebauung und Ecklage | Erlaer Straße 1 (Karte)            | um 1905                                      | Stattlicher Bau in Klinker-Mischbauweise mit aufwändig gestalteter Jugendstilfassade, baugeschichtlich, ortsentwicklungsgeschichtlich und straßenbildprägend von Bedeutung. Dreigeschossiger Putzbau mit Ladenzone, über den seitlichen eingezogenen Ladeneingängen dreigeschossige runde Eckerker mit aufwändigen, die Geschosse gliedernden Jugendstilfriesen, markante geschweifte Hauben, nördliche Fassade mit übergiebeltem Mittelrisalit, Mansardwalmdach. | 09201674 |
| Weitere Bilder                          | Schulgebäude | Erlaer Straße 6 (Karte)            | 1889                                         | Repräsentativer, historisierender Putzbau mit reich gestaltetem Mittelrisalit, baugeschichtlich, ortsgeschichtlich und ortsbildprägend von Bedeutung. Dreigeschossiger Putzbau über U-förmigem Grundriss, Eckquaderung, im ersten Obergeschoss Fenster mit geraden Bedachungen, Gurtgesimse, Mittelrisalit im zweiten Obergeschoss große Rundbogenfenster, reiche Putzgliederung, Walmdach. | 09201675 |
| Direkt Bild zu diesem Denkmal hochladen | Ehemaliges Forsthaus in halboffener Bebauung | Erlaer Straße 7 (Karte)            | um 1930                                      | Zeittypischer Putzbau mit bemerkenswerten expressionistischen Details wie dem mittleren Erker, den Dachgaupen und Sprossenfenstern sowie dem Kammputz, baugeschichtlich von Bedeutung. Zweigeschossiger Putzbau, seitlicher Standerker, Satteldach mit Dachhäuschen. | 09201676 |
| Direkt Bild zu diesem Denkmal hochladen | Wohnhaus in halboffener Bebauung | Erlaer Straße 9                    | um 1925                                      | Charakteristischer Bau der 1920er Jahre mit klarer Fassadengliederung und expressionistisch gestaltetem Eingangsbereich, baugeschichtlich und stadtentwicklungsgeschichtlich von Wert. | 09201751 |
| Direkt Bild zu diesem Denkmal hochladen | Mietshaus in geschlossener Bebauung | Erlaer Straße 12 (Karte)           | um 1895                                      | Charakteristischer Klinkerbau mit historisierender Fassadengestaltung, baugeschichtlich und stadtentwicklungsgeschichtlich bedeutsam, zudem Teil eines geschlossenen Ensembles von zeitgleich entstandenen Häusern (siehe auch Erlaer Straße 14–20). Originale Eingangstür | 09201677 |
| Direkt Bild zu diesem Denkmal hochladen | Mietshaus in geschlossener Bebauung | Erlaer Straße 14 (Karte)           | um 1895                                      | Charakteristischer Klinkerbau mit historisierender Fassadengestaltung, baugeschichtlich und stadtentwicklungsgeschichtlich bedeutsam, zudem Teil eines geschlossenen Ensembles von zeitgleich entstandenen Häusern (siehe auch Erlaer Straße 12, 16–20). | 09201678 |
| Direkt Bild zu diesem Denkmal hochladen | Villa | Erlaer Straße 15                   | um 1900                                      | Markanter Bau mit klar gegliederter historisierender Klinker-Sandstein-Fassade, Akzentuierung durch prägnanten Mittelrisalit und Zwerchhaus, baugeschichtlich und stadtentwicklungsgeschichtlich bedeutsam. | 09201682 |
| Direkt Bild zu diesem Denkmal hochladen | Mietshaus in geschlossener Bebauung | Erlaer Straße 18 (Karte)           | um 1895                                      | Charakteristischer Klinkerbau mit historisierender Fassadengestaltung, baugeschichtlich und stadtentwicklungsgeschichtlich bedeutsam, zudem Teil eines geschlossenen Ensembles von zeitgleich entstandenen Häusern (siehe auch Erlaer Straße 12, 14, 16 und 20). | 09201680 |
| Direkt Bild zu diesem Denkmal hochladen | Mietshaus in geschlossener Bebauung | Erlaer Straße 20 (Karte)           | um 1895                                      | Charakteristischer Klinkerbau mit historisierender Fassadengestaltung, baugeschichtlich und stadtentwicklungsgeschichtlich bedeutsam, zudem Teil eines geschlossenen Ensembles von zeitgleich entstandenen Häusern (siehe auch Erlaer Straße 12, 14, 16 und 18). | 09201681 |
| Direkt Bild zu diesem Denkmal hochladen | Doppelwohnhaus in offener Bebauung | Erlaer Straße 21; 23 (Karte)       | bezeichnet 1912                              | Markantes Wohngebäude mit Reformstilelementen aus der Zeit um 1910, baugeschichtlich bedeutsam. Zweigeschossig, ausgebautes Walmdach, Dachhäuschen mit barockisierenden Hauben, ähnlich die Bedachung der leicht vorgezogenen Treppenhäuser, diese von kannelierten Lisenen gerahmt, Eingangsportal aufwändig mit geschwungenen oder dreieckigen Bedachungen, Ziergittern, Ornamenten usw., Treppenhaus Nummer 23 mit originalen Treppengeländern, Wandgliederung, farbigen Mosaikfußböden und bemerkenswerten Wohnungstüren. | 09201690 |
| Direkt Bild zu diesem Denkmal hochladen | Nördliches Wohnhaus (Erlaer Straße 26, 28), westliches Nebengebäude und südliches Wohnhaus (Rosenthalweg 1a) | Erlaer Straße 26; 28 (Karte)       | um 1840                                      | Parallel zueinander stehende ehemalige Schulgebäude, baugeschichtlich und ortsgeschichtlich bedeutend sowie sozialgeschichtlich von Wert. Parallel zueinander stehende, zweigeschossige analoge Putzbauten, das nördliche (straßenseitige) Haus mit vorkragendem Satteldach, markanten Türen usw., Drempel, flaches Satteldach, das rückwärtige Gebäude schlichter, niedriges Nebengebäude mit ? (Ergänzung fehlt!). | 09201688 |
| Weitere Bilder                          | Wegestein | Karlsbader Straße (Karte)          | um 1858                                      | Quadratische Granitsäule mit flacher, pyramidaler Spitze und Inschrift, verkehrsgeschichtliches Zeugnis. Mit Richtungspfeil Annaberg und Grünhain. | 09201757 |
| Direkt Bild zu diesem Denkmal hochladen | Treppenaufgang | Kirchsteig (Karte)                 | ab 1592                                      | Historischer Aufgang an der Südseite des Stadtfelsens zwischen Hammerweg und Oberer Schloßstraße, zumeist als Treppenanlage aus Schiefersteinplatten als vorderer Stufenrand und gepflasterten Stufenflächen, baugeschichtlich und ortsgeschichtlich bedeutend sowie ortsbildprägend (von Wert für Stadtlandschaft). | 09201711 |
| Weitere Bilder                          | Rathaus | Markt 1 (Karte)                    | 1906–1907                                    | Repräsentatives, platzbildbestimmendes Jugendstilgebäude mit barockisierenden Elementen, dominierend durch aufwändige Fassadengestaltung, ausgebautes Mansarddach und Dachreiter, innen beträchtliche Teile der originalen Ausstattung (zum Beispiel Festsaal), baugeschichtlich, städtebaulich, künstlerisch und ortsgeschichtlich bedeutend. Zweigeschossiger Putzbau über quadratischem Grundriss, mittlerer Teil der Fassade zum Markt leicht konvex, aufwendiges Eingangsportal, im Obergeschoss Balkon, Rahmung der schmalen und hohen Fenster durch Halbsäule, Mansardwalmdach mit Gaupen, Dachhäuschen und mittigem Dachreiter. | 09201650 |
| Direkt Bild zu diesem Denkmal hochladen | Wohnhaus in geschlossener Bebauung und Ecklage | Markt 3 (Karte)                    | um 1910                                      | Markanter Putzbau mit Laden aus der Zeit um 1910 mit Fassadengestaltung des späten Jugendstils, die vordere Giebelseite gestalterisch hervorgehoben, baugeschichtlich und ortsentwicklungsgeschichtlich von Bedeutung. | 09201652 |
| Direkt Bild zu diesem Denkmal hochladen | Wohnhaus in geschlossener Bebauung und in Ecklage | Markt 4 (Karte)                    | nach 1824                                    | Rückwärtig Oberlaube, zudem Teil der historisch und städtebaulich bedeutsamen Altstadt, baugeschichtlich und städtebaulich von Bedeutung. Kreuzgratgewölbe im Innern. | 09201668 |
| Direkt Bild zu diesem Denkmal hochladen | Wohnhaus in geschlossener Bebauung mit drei Hintergebäuden | Markt 5 (Karte)                    | nach 1824                                    | Markantes Gebäude mit Steildach, innen ältere Substanz (u. a. Entlastungsbögen wohl 18. Jahrhundert), baugeschichtlich bedeutend, zudem Teil der historisch und städtebaulich bedeutsamen Altstadt. | 09201667 |
| Direkt Bild zu diesem Denkmal hochladen | Wohnhaus in geschlossener Bebauung und Hintergebäude | Markt 6 (Karte)                    | nach 1824                                    | Putzbau mit Ladenzone, Fassade um 1930 expressionistisch überformt, einheitliche Gestaltung mit Nummer 7, Teil der historisch und städtebaulich bedeutsamen Altstadt, baugeschichtlich von Bedeutung. Dreigeschossiger Putzbau, Fassade um 1930 überformt, Einbau der Ladenzone, Satteldach mit Dachhäuschen. | 09201666 |
| Direkt Bild zu diesem Denkmal hochladen | Wohnhaus in geschlossener Bebauung | Markt 7 (Karte)                    | nach 1824                                    | Putzbau mit Laden, Fassade um 1930 expressionistisch überformt, einheitliche Gestaltung mit Nummer 6, Teil der historisch und städtebaulich bedeutsamen Altstadt, baugeschichtlich von Bedeutung. Dreigeschossiger Putzbau, Fassade um 1930 überformt, Einbau der Ladenzone, Mansarddach. | 09201665 |
| Direkt Bild zu diesem Denkmal hochladen | Wohnhaus in geschlossener Bebauung mit zwei Hintergebäuden | Markt 8 (Karte)                    | 1721                                         | Im Inneren des Gebäudes bemerkenswerte Substanz aus dem 18. Jahrhundert, unter anderem Kreuzgewölbe mit Rosetten, Entlastungsbögen über den Fenstern usw., Teil der historisch und städtebaulich bedeutsamen Altstadt, baugeschichtlich von Bedeutung. Zweites Obergeschoss Ende des 19. Jahrhunderts hinzugekommen, beachtliches Treppenhaus, Flur teilweise mit Granitplatten. | 09201664 |
| Direkt Bild zu diesem Denkmal hochladen | Wohnhaus in geschlossener Bebauung mit zwei Hintergebäuden | Markt 9 (Karte)                    | nach 1824                                    | Typischer Bau aus der ersten Hälfte des 19. Jahrhunderts, mit klassizistischen Gestaltungselementen wie einem Mäanderfries (oder Laufendem Hund), andererseits noch barock anmutendem geohrtem Korbbogenportal, von baugeschichtlichem Wert, zudem Teil der historisch und städtebaulich bedeutsamen Altstadt. In Tordurchfahrt bemerkenswertes Tor aus Entstehungszeit, Oberlicht wohl erst um 1910. | 09201663 |
| Direkt Bild zu diesem Denkmal hochladen | Wohnhaus in geschlossener Bebauung | Markt 10 (Karte)                   | nach 1824                                    | Mit für spätbarocke oder klassizistische Bauten typischem Zwerchhaus (hier geschwungene Form), innen mehrere Kreuzgewölbe, baugeschichtlich von Bedeutung, zudem Teil der historisch und städtebaulich bedeutsamen Altstadt. Historisierende Tür, Ladenzone mit Klinkerfassade um 1925. | 09201662 |
| Direkt Bild zu diesem Denkmal hochladen | Wohnhaus in geschlossener Bebauung | Markt 11 (Karte)                   | nach 1824                                    | Mit für spätbarocke bis klassizistische Bauten typischem Zwerchhaus, baugeschichtlich von Bedeutung, zudem Teil der historischen und städtebaulich bedeutsamen Altstadt von Schwarzenberg. | 09201661 |
| Direkt Bild zu diesem Denkmal hochladen | Wohnhaus in geschlossener Bebauung mit drei Hintergebäuden | Markt 12 (Karte)                   | nach 1824                                    | Innen Kreuzgewölbe, Teil der historisch und städtebaulich bedeutsamen Altstadt von Schwarzenberg, baugeschichtlich von Bedeutung. Hintergebäude zum Teil mit Fachwerk, Wohnhaus ursprünglich zweigeschossiges Gebäude, das Ende des 19. Jahrhunderts aufgestockt wurde, markante historisierende Tür. | 09201660 |
| Weitere Bilder                          | Wohnhaus in geschlossener Bebauung mit drei Hintergebäuden (eins mit Oberlaube) | Markt 13 (Karte)                   | bezeichnet 1713                              | Markantes barockes Bürgerhaus mit hohem Giebel und zweigeschossigem Erker, innen Kreuzgratgewölbe und ein ovaler Deckenspiegel, späterer Ladeneinbau, baugeschichtlich bedeutsam, zudem Teil der historisch und städtebaulich bedeutsamen Altstadt. Hofgebäude mit Fachwerkobergeschoss (Ende 19. Jahrhundert), dabei ein Flügel mit vorkragender Oberlaube, Erdgeschoss und Hausfront überstanden den Stadtbrand 1824, das wieder aufgebaute Haus wie vorher nur zweigeschossig, Dachabschluss des Erkers im ersten Obergeschoss als Rundbogen. Nach 1870 erfolgte Aufstockung, dabei auch Verlängerung des Erkers nach oben. | 09201659 |
| Direkt Bild zu diesem Denkmal hochladen | Wohnhaus in geschlossener Bebauung | Markt 14 (Karte)                   | um 1905                                      | Putzbau mit charakteristischem Dacherker, Tür mit qualitätvollen Gestaltungselementen aus Entstehungszeit, baugeschichtlich von Bedeutung, zudem Teil der historisch und städtebaulich bedeutsamen Altstadt von Schwarzenberg. | 09201658 |
| Direkt Bild zu diesem Denkmal hochladen | Wohnhaus in geschlossener Bebauung und Ecklage | Markt 15 (Karte)                   | um 1895                                      | Historistische Fassade, markiert mit Eckturm in etwa den Standort des einstigen Oberen Tores, baugeschichtlich von Bedeutung, zudem Teil der historisch und städtebaulich bedeutsamen Altstadt Schwarzenbergs. | 09201657 |
| Direkt Bild zu diesem Denkmal hochladen | Wohnhaus in geschlossener Bebauung und Ecklage | Markt 16 (Karte)                   | nach 1824                                    | Markanter Putzbau mit klassizistisch gestaltetem Dacherker, als Teil der historisch und städtebaulich bedeutsamen Altstadt von Schwarzenberg baugeschichtlich und straßenbildprägend von Bedeutung. Dacherker klassizistisch gestaltet. | 09201636 |
| Direkt Bild zu diesem Denkmal hochladen | Wohnhaus in geschlossener Bebauung | Markt 17 (Karte)                   | nach 1824                                    | Putzbau mit Laden und markantem Dacherker, als Teil der historisch und städtebaulich bedeutsamen Altstadt von Schwarzenberg baugeschichtlich von Bedeutung. | 09201635 |
| Direkt Bild zu diesem Denkmal hochladen | Wohnhaus in geschlossener Bebauung | Markt 18 (Karte)                   | um 1895                                      | Einziger Gründerzeitbau im unmittelbaren Altstadtbereich, gestalterisch durch farbige Klinkerfassade und reichliche Dekoration hervorgehoben, baugeschichtlich von Bedeutung. Historisierende Tür | 09201634 |
| Direkt Bild zu diesem Denkmal hochladen | Torbogen zwischen zwei Gebäuden | Marktgäßchen (Karte)               | 19. Jahrhundert                              | Baugeschichtlich und straßenbildprägend von Bedeutung. | 09306014 |
| Weitere Bilder                          | Brunnenanlage | Obere Schloßstraße (Karte)         | bezeichnet 1847                              | Ovales, in den Erdboden eingelassenes Brunnenbecken aus Naturstein, Brüstung bestehend aus zehn Pfeilern, dazwischen schmiedeeiserne Gitter, in der Mitte eine kleine Fontäne, ortsgeschichtlich von Bedeutung. | 09201639 |
| Direkt Bild zu diesem Denkmal hochladen | Wohnhaus in halboffener Bebauung und Ecklage | Obere Schloßstraße 1 (Karte)       | nach 1824                                    | Putzbau mit historisierenden Ladeneinbauten und charakteristischem Zwerchhaus, baugeschichtlich von Bedeutung, zudem Teil der historischen und städtebaulich bedeutsamen Altstadt von Schwarzenberg. | 09201629 |
| Direkt Bild zu diesem Denkmal hochladen | Wohnhaus in geschlossener Bebauung | Obere Schloßstraße 2 (Karte)       | nach 1824                                    | Mit zwei Ladeneinbauten, Putzbau mit reicher klassizistischer Tür und markanten historisierenden Ladenfronten, Kreuzgratgewölbe im Flur, baugeschichtlich von Bedeutung, zudem Teil der historischen und städtebaulich bedeutsamen Altstadt von Schwarzenberg. | 09201633 |
| Direkt Bild zu diesem Denkmal hochladen | Wohnhaus in geschlossener Bebauung | Obere Schloßstraße 3               | nach 1824                                    | Putzbau mit qualitätvoller Fassadenüberformung der 1920er Jahre, im Inneren originale Substanz aus der Zeit des Wiederaufbaus nach 1824, baugeschichtlich von Bedeutung, zudem Teil der historisch und städtebaulich bedeutsamen Altstadt von Schwarzenberg. Dreigeschossig, Satteldach, Erker | 09201598 |
| Direkt Bild zu diesem Denkmal hochladen | Wohnhaus in geschlossener Bebauung | Obere Schloßstraße 4 (Karte)       | nach 1824                                    | Putzbau mit historisierendem Kreuzgratgewölbe im Flur, als Teil des historisch und städtebaulich unverwechselbaren Stadtkerns von Schwarzenberg baugeschichtlich und stadtentwicklungsgeschichtlich sowie städtebaulich bedeutend. Wohnhaus Ende 19. Jahrhundert überformt (ehemaliges Ackerbürgerhaus), historisierende Tür. | 09201632 |
| Direkt Bild zu diesem Denkmal hochladen | Wohnhaus in geschlossener Bebauung | Obere Schloßstraße 5 (Karte)       | nach 1824                                    | Sehr charakteristischer Bau der Schwarzenberger Altstadt mit durchgehend gewölbtem Erdgeschoss, wohlproportionierter Fassade und belebter Dachlandschaft, als Teil der historisch und städtebaulich bedeutsamen Altstadt von Schwarzenberg baugeschichtlich und ortsentwicklungsgeschichtlich von Bedeutung. Vier Achsen, zweigeschossig, fünf Dachgaupen, Kellergewölbe. | 09201597 |
| Direkt Bild zu diesem Denkmal hochladen | Wohnhaus in geschlossener Bebauung mit zwei Hintergebäuden | Obere Schloßstraße 6               | nach 1824                                    | Putzbau mit großer Torbogeneinfahrt, in Tordurchfahrt Kreuzgratgewölbe, markant auch die historisierende Ladenzone, als Teil der historisch und städtebaulich bedeutsamen Altstadt von Schwarzenberg baugeschichtlich und ortsentwicklungsgeschichtlich von Bedeutung. Wohnhaus Ende 19. Jahrhundert überformt (ehemaliges Ackerbürgerhaus). | 09201631 |
| Weitere Bilder                          | Wohnhaus in halboffener Bebauung | Obere Schloßstraße 7 (Karte)       |                                              | | 09201593 |
| Direkt Bild zu diesem Denkmal hochladen | Wohnhaus in geschlossener Bebauung mit drei Hintergebäuden | Obere Schloßstraße 8 (Karte)       | nach 1824                                    | Teil der historisch und städtebaulich bedeutsamen Altstadt von Schwarzenberg. Mit großer Torbogeneinfahrt, in Tordurchfahrt Kreuzgratgewölbe, im Hof eine der letzten Oberlauben des Ortes Segmentbogenförmiger Torbogen, Füllungstür wohl um 1824, Ende 19. Jahrhundert aufgestockt (ehemaliges Ackerbürgerhaus). | 09201630 |
| Weitere Bilder                          | Pfarrhaus in halboffener Bebauung und Ecklage | Obere Schloßstraße 9 (Karte)       | im Kern um 1700                              | Markanter, ursprünglich erhaltener Bau aus der Zeit des Wiederaufbaus nach dem letzten Stadtbrand, im Gefüge des Altstadtkerns auf Grund seiner Ursprünglichkeit und markanten Lage von besonderer städtebaulicher Bedeutung, auch ortsgeschichtlicher Wert. Zweigeschossig, mit hohem Mansarddach einschließlich Gaupen, hervorgehobenes Eingangsportal mit gequadertem Gewände und Segmentbogenabschluss, im Inneren zudem Kreuzgratgewölbe über die gesamte Länge des Erdgeschosses (wohl noch barocke Bausubstanz), Pfarrhaus der St. Georgen Kirchgemeinde. | 09201586 |
| Direkt Bild zu diesem Denkmal hochladen | Wohnhaus in offener Bebauung | Obere Schloßstraße 9a (Karte)      | nach 1824                                    | Nach dem letzten Stadtbrand errichtetes Wohnhaus von baugeschichtlichem Wert. Unterbau Bruchstein, zweigeschossig, Erdgeschoss massiv – verputzt, Obergeschoss eventuell Fachwerk verbrettert, Satteldach, giebelseitig zum Rittermeistersteg stehend. | 09247867 |
| Direkt Bild zu diesem Denkmal hochladen | Wohnhaus in geschlossener Bebauung mit drei Hintergebäuden | Obere Schloßstraße 10 (Karte)      | nach 1824                                    | Teil der historisch und städtebaulich bedeutsamen Altstadt von Schwarzenberg, Kreuzgratgewölbe im Flur, zudem als Sterbehaus der Dichterin des Heilig-Ohmd-Liedes Johanne Amalie v. Elterlein von geschichtlicher Bedeutung. Ehemals Ackerbürgerhaus, Inschrifttafel, Hintergebäude steht auch unter Schutz, Ende des 19. Jahrhunderts aufgestockt. | 09201628 |
| Direkt Bild zu diesem Denkmal hochladen | Wohnhaus in geschlossener Bebauung | Obere Schloßstraße 11 (Karte)      | nach 1824                                    | Putzbau mit bemerkenswerten Details in historisierenden Formen, baugeschichtlich von Bedeutung, Teil der historisch und städtebaulich bedeutsamen Altstadt von Schwarzenberg. Möglicherweise spätere Aufstockung, Steildach, schiefergedeckt, mit drei Dachgaupen, Gebäudekubatur und Maßstäblichkeit gewahrt. | 09201638 |
| Direkt Bild zu diesem Denkmal hochladen | Wohnhaus in geschlossener Bebauung | Obere Schloßstraße 12 (Karte)      | nach 1824                                    | Zeittypischer Putzbau, baugeschichtlich von Bedeutung, Teil der historisch und städtebaulich bedeutsamen Altstadt von Schwarzenberg. Dreigeschossiger Putzbau, das niedrige zweite Obergeschoss vermutlich später aufgestockt, Segmentbogenportal, Steildach mit zwei Dachhäuschen zur Straße. | 09201596 |
| Direkt Bild zu diesem Denkmal hochladen | Wohnhaus in geschlossener Bebauung | Obere Schloßstraße 13 (Karte)      | nach 1824, im Kern wohl älter                | Im Erscheinungsbild ursprünglich erhaltenes Bürgerhaus, baugeschichtlich von Bedeutung. Zweigeschossig, mit Satteldach (verschiefert), einschließlich Dachhecht und drei Gaupen, Segmentbogenfenster mit Scheitelstein. | 09201584 |
| Direkt Bild zu diesem Denkmal hochladen | Wohnhaus in geschlossener Bebauung | Obere Schloßstraße 14 (Karte)      | nach 1824                                    | Putzbau, baugeschichtlich von Bedeutung, Teil der historisch und städtebaulich bedeutsamen Altstadt von Schwarzenberg. Dreigeschossiger Putzbau, das zweite Obergeschoss wohl später aufgestockt, Satteldach. | 09201595 |
|                                         | Wohnhaus in geschlossener Bebauung, mit rückwärtigem Anbau | Obere Schloßstraße 15 (Karte)      | nach 1824                                    | Traufständig, Strukturbestandteil der besonderen Altstadt Schwarzenbergs, städtebaulich von Bedeutung. | 09306015 |
| Direkt Bild zu diesem Denkmal hochladen | Wohnhaus in geschlossener Bebauung | Obere Schloßstraße 16 (Karte)      | nach 1824                                    | Zeittypischer Putzbau mit Kreuzgratgewölben im Flur, als Teil der historisch und städtebaulich bedeutsamen Altstadt von Schwarzenberg baugeschichtlich von Bedeutung. Dreigeschossiger Putzbau mit späterem Ladeneinbau, wohl in der zweiten Hälfte des 19. Jahrhunderts überformt und aufgestockt, Satteldach. | 09201594 |
|                                         | Wohnhaus in halboffener Bebauung | Obere Schloßstraße 17 (Karte)      | nach 1824, im Kern möglicherweise noch älter | Markanter, breit gelagerter Putzbau mit horizontaler Fassadengliederung, mehrjochige Kreuzgratgewölbe im Erdgeschoss, Teil der historisch und städtebaulich bedeutsamen Altstadt von Schwarzenberg, zudem von architekturhistorischem Wert, ortsgeschichtlich bedeutend. Dreigeschossiger Putzbau, Erdgeschoss Putznutung, mehrjochige Kreuzgratgewölbe, Gurtgesims, an der Ostseite abgewalmtes Dach. | 09201637 |
| Direkt Bild zu diesem Denkmal hochladen | Wohnhaus in geschlossener Bebauung | Obere Schloßstraße 18 (Karte)      | 2. Viertel 19. Jahrhundert                   | Putzbau mit profiliertem Traufgesims, als Teil des historischen und städtebaulich bedeutsamen Altstadtkerns von Schwarzenberg baugeschichtlich von Bedeutung. Zweigeschossig, fünfachsig, schiefergedecktes Satteldach mit zwei Gaupen, im Flur Kreuzgewölbe. | 09201592 |
| Direkt Bild zu diesem Denkmal hochladen | Wohnhaus in geschlossener Bebauung | Obere Schloßstraße 20 (Karte)      | 2. Viertel 19. Jahrhundert                   | Putzbau mit profiliertem Traufgesims, als Teil des historischen und städtebaulich bedeutsamen Altstadtkerns von Schwarzenberg baugeschichtlich von Bedeutung. Zweigeschossig, vierachsig, schiefergedecktes Satteldach mit drei Gaupen. | 09201591 |
| Direkt Bild zu diesem Denkmal hochladen | Wohnhaus in geschlossener Bebauung, mit Hintergebäude | Obere Schloßstraße 22 (Karte)      | nach 1824                                    | Trotz Überformung der Fassade um 1910 im Inneren weitgehend ursprünglich erhaltener Bau aus der Zeit des Wiederaufbaus nach dem letzten Stadtbrand und davor, bemerkenswert die weitgespannten Gewölbe im Flur und das verwinkelte Treppenhaus, baugeschichtlich von Bedeutung. Rückwärtiges Gebäude mit Fachwerk im Obergeschoss. | 09201590 |
| Direkt Bild zu diesem Denkmal hochladen | Wohnhaus in geschlossener Bebauung | Obere Schloßstraße 24 (Karte)      | 2. Viertel 19. Jahrhundert                   | Zeittypischer Putzbau, als Teil des historisch und städtebaulich bedeutsamen Altstadtkerns von Schwarzenberg baugeschichtlich von Bedeutung. Zweigeschossig, Steildach mit drei Gaupen, fünf Achsen, im Erdgeschoss Gewölbe mit expressionistischen Motiven. | 09201589 |
| Direkt Bild zu diesem Denkmal hochladen | Wohnhaus in geschlossener Bebauung | Obere Schloßstraße 26 (Karte)      | nach 1824                                    | Baugeschichtlich von Bedeutung und ortsbildprägend mit seinem hohen Mansarddach. Innen ein Joch mit Kreuzgratgewölbe, fünf Dachgaupen, Schiefereindeckung, vier Achsen im Obergeschoss. | 09201588 |
| Direkt Bild zu diesem Denkmal hochladen | Wohnhaus in geschlossener Bebauung | Obere Schloßstraße 28 (Karte)      | nach 1824                                    | Baugeschichtlich von Bedeutung und ortsbildprägend mit seinem hohen Mansarddach, innen Kreuzgratgewölbe. Klare, axiale Gliederung, Schiefereindeckung, drei Dachgaupen. | 09201587 |
| Direkt Bild zu diesem Denkmal hochladen | Pfarrhaus mit Nebengebäude | Obere Schloßstraße 30 (Karte)      | nach 1824                                    | Bau aus der Zeit des Wiederaufbaus nach dem letzten Stadtbrand, Ensemble mit Stadtkirche (funktionell), Hintergebäude mit Fachwerk, baugeschichtlich und ortsgeschichtlich von Bedeutung. Zweigeschossig, mit Satteldach und mehreren Gaupen, Füllungstür mit Diamantfeldern. | 09201585 |
| Direkt Bild zu diesem Denkmal hochladen | Wohnhaus in offener Bebauung | Obere Schloßstraße 32 (Karte)      | bezeichnet 1791                              | Spätbarockes Bürgerhaus, massiv und mit Krüppelwalmdach, innen noch originale Substanz und Struktur, baugeschichtlich und stadtentwicklungsgeschichtlich bedeutend sowie wichtig für Ortsbild (bildet markante Baugruppe mit Kirche und Schloss). | 09201725 |
| Weitere Bilder                          | Kirche mit Ausstattung | Obere Schloßstraße 34 (Karte)      | 1690–1699                                    | Mächtige, einschiffige Saalkirche mit gleichbreitem Chor, seitlichen querschiffartigen Anbauten für Emporenräume und Turm vor der Westwand, innen mit bedeutender Raumwirkung, reiche frühbarocker Ausstattung, bildet mit Schloss eine weithin sichtbare, das Stadtbild bestimmende Baugruppe, einzigartiges Beispiel der Kirchenbaukunst des ausgehenden 17. Jahrhunderts, dabei besonders bemerkenswert die außergewöhnlich reich geschnitzte Holzdecke, baugeschichtlich und künstlerisch bedeutend sowie singulär, zudem als prägender Teil des Stadtbildes von besonderem landschaftsgestalterischem Wert. | 09201583 |
| Weitere Bilder                          | Dreiflügelige Schlossanlage mit südwestlichem Bergfried, westlich angebautem Turmhaus, östlichem Oberhaus (ehemals Palas), südlichem Zwischenbau zum Bergfried, neogotischem Nordbau (Amtsgericht) sowie Toranlage und westlichem Wachgebäude                          | Obere Schloßstraße 36 (Karte)      | 1433                                         | Einzigartige Schlossanlage von besonderem baugeschichtlichem sowie landes- und ortsgeschichtlichem Wert, zudem von landschaftsgestaltender und künstlerischer Bedeutung. Einzeldenkmale der Sachgesamtheit Schloss Schwarzenberg: (siehe auch Sachgesamtheit 09302346, gleiche Anschrift) Untere Teile des Bergfried aus 12. Jahrhundert, im 16. Jahrhundert mit geschweifter Haube, 1852 bei Erhöhung um zwei Geschosse mit Kegeldach versehen, letzte Errichtung des östlichen „Oberhauses“ 1433, 1555–58 Umbau zum kurfürstlichen Jagdschloss und Ergänzung um Treppenturm, profilierte Balkendecken sowie Rundbogenportale des zweiten Obergeschosses freigelegt, Erdgeschoss mit restaurierten Ausmalungen aus 18. und Anfang 19. Jahrhundert, Zwischenbau zum Bergfried nach 1555 und 1852 aufgestockt, 1875 neogotischer Nordbau des Amtsgerichtes, Torschlussstein zeigt kursächsisches Wappen von 1558. | 09201582 |
| Weitere Bilder                          | Sachgesamtheit Dreiflügelige Schlossanlage mit südwestlichem Bergfried, westlich angebautem Turmhaus, östlichem Oberhaus (ehemals Palas), südlichem Zwischenbau zum Bergfried, neogotischem Nordbau (Amtsgericht) sowie Toranlage und westlichem Wachgebäude           | Obere Schloßstraße 36 (Karte)      | 1433                                         | Einzigartige Schlossanlage von besonderem baugeschichtlichem sowie landes- und ortsgeschichtlichem Wert, zudem von landschaftsgestaltender und künstlerischer Bedeutung. Sachgesamtheit Schloss Schwarzenberg mit folgenden Einzeldenkmalen: (siehe Einzeldenkmal 09201582, gleiche Anschrift), dazu der Schlosspark (Gartendenkmal) - Schlosspark: Unterhalb des Schlosses am Burgberg gelegene landschaftliche Anlage, an das stark abfallende Gelände angepasstes in Serpentinen verlaufendes geschwungenes Wegesystem mit wassergebundener Decke und Treppen, nordöstlich des Schlosses Terrassenanlage mit Stützmauern aus Bruchsteinmauerwerk, wertvoller Altbaumbestand aus unter anderem Berg-Ahorn (Acer pseudoplatanus), Spitz-Ahorn (Acer platanoides), Rot-Buche (Fagus sylvatica), Winter-Linde (Tilia cordata), Esche (Fraxinus excelsior) und Lärche (Larix decidua), in Folge eines Sturmes 2005 ist der Altbaumbestand stark ausgedünnt, von der Terrassenanlage und verschiedenen Aussichtspunkten Blickbeziehungen nach Norden, Süden und Osten. | 09302346 |
| Direkt Bild zu diesem Denkmal hochladen | Mietshaus in ehemals geschlossener Bebauung | Oberes Tor 1 (Karte)               | um 1895                                      | Repräsentativer gründerzeitlicher Putzbau in Ecklage, durch aufwändige Fassadengestaltung hervorgehoben (Erker), baugeschichtlich und ortsentwicklungsgeschichtlich von Bedeutung. | 09201672 |
| Direkt Bild zu diesem Denkmal hochladen | Wohnhaus in offener Bebauung | Oberes Tor 3                       | Kern 18. Jahrhundert                         | Charakteristischer Putzbau mit Mansarddach, baugeschichtlich wertvoll, zudem Teil der historisch und städtebaulich bedeutsamen Altstadt. | 09201670 |
| Direkt Bild zu diesem Denkmal hochladen | Ehemaliges Malzhaus in offener Bebauung | Oberes Tor 4 (Karte)               | um 1790                                      | Lang gestreckter Baukörper mit Krüppelwalmdach, bedeutend für Ortsbild und Ortsgeschichte, zudem baugeschichtlich von Wert. | 09201671 |
| Direkt Bild zu diesem Denkmal hochladen | Wohnhaus in geschlossener Bebauung und Ecklage | Oberes Tor 5 (Karte)               | nach 1824                                    | Markanter Bau mit hohem Mansarddach, innen Kreuzgratgewölbe, baugeschichtlich wertvoll, zudem Teil der historisch und städtebaulich bedeutsamen Altstadt. | 09201669 |
| Direkt Bild zu diesem Denkmal hochladen | Wohnhaus in geschlossener Bebauung | Ratskellergäßchen 2 (Karte)        | nach 1824                                    | Teil der städtebaulich und historisch bedeutsamen Altstadt von Schwarzenberg, innen noch baugeschichtlich bedeutsame Kreuzgewölbe und weiteres bemerkenswertes Interieur, baugeschichtlich von Bedeutung. Fassade 19. Jahrhundert, zweigeschossiger Putzbau mit Satteldach, Dachgaupen. | 09201651 |
| Weitere Bilder                          | Drei Schwibbögen | Rittmeistersteig (Karte)           | nach 1824                                    | Hintereinander liegende Schwibbögen, die die gegenüberliegenden Hauswände abstützen, nur noch selten anzutreffendes städtebauliches Gestaltungselement (vergleiche mit Annaberg-Buchholz und Görlitz), städtebaulich bedeutsam und mit Seltenheitswert. | 09201641 |
|                                         | Treppenaufgang | Rittmeistersteig (Karte)           | 1592                                         | Historischer Aufgang an der Nordseite des Stadtfelsens zwischen Badstraße und Unterer Schloßstraße, zumeist als Treppenanlage aus Schiefersteinplatten und Trockenmauern, baugeschichtlich und ortsgeschichtlich bedeutend sowie ortsbildprägend (von Wert für Stadtlandschaft). Der Steig ist einer der beiden, in der Stadtrechnung 1592 erwähnten Kirchsteige zur alten Kirche am Unteren Tor. Sein Name geht offenbar auf den Rittmeister Gutbier zurück, der um 1840 ein Grundstück am Steig besaß. | 09201642 |
| Direkt Bild zu diesem Denkmal hochladen | Nördliches Wohnhaus (Erlaer Straße 26, 28), westliches Nebengebäude und südliches Wohnhaus (Rosenthalweg 1a) | Rosenthalweg 1a (Karte)            | um 1840                                      | Parallel zueinander stehende ehemalige Schulgebäude, baugeschichtlich und ortsgeschichtlich bedeutend sowie sozialgeschichtlich von Wert. Parallel zueinander stehende, zweigeschossige analoge Putzbauten, das nördliche (straßenseitige) Haus mit vorkragendem Satteldach, markanten Türen usw., Drempel, flaches Satteldach, das rückwärtige Gebäude schlichter, niedriges Nebengebäude. | 09201688 |
| Direkt Bild zu diesem Denkmal hochladen | Lagerhaus in offener Bebauung | Schneeberger Straße (Karte)        | um 1900                                      | Markantes Wirtschaftsgebäude mit Klinker-Putz-Fassade, baugeschichtlich von Belang. | 09201723 |
| Direkt Bild zu diesem Denkmal hochladen | Ehemaliger Bierkeller der Stadt Schwarzenberg | Schneeberger Straße 6 (Karte)      | um 1800                                      | Baugeschichtlich und ortsgeschichtlich von Bedeutung. Der Eiskeller ist ein in den Nordhang der Alten Schneeberger Straße hineingebautes Haus mit starkem Bruchsteinmauerwerk und Stützmauern, mit Walmdach und Ziegeleindeckung. Das Kellergeschoss, nur von der Straßenseite zugängig, wurde früher von der städtischen Brauereigenossenschaft als Eishaus und Bierlager genutzt (bis 1935). | 09201721 |
| Direkt Bild zu diesem Denkmal hochladen | Lokschuppen mit Drehscheibe, Stellwerk III mit technischer Ausstattung, Kohlenkran Bauart Findeisen, Güterzug-Tenderlokomotive 94 2105, Dampflokomotive 50 3616-5, Dampflokomotiven 58 3049 und 86 049, Reisezugwagen Gattung Bg h (LOWA – Typ E5) und Heizkesselwagen | Schneeberger Straße 60; 62 (Karte) | 1902                                         | Bestandteile des Schwarzenberger Eisenbahnmuseums von verkehrshistorischer Bedeutung. - Dampflokomotive 50 3616-5: 1960 rekonstruiert, Fa. Schichau, einzige betriebsfähige Lok der Baureihe 50 in Sachsen, war bis 1987 auf verschiedenen Erzgebirgsstrecken im planmäßigen Einsatz, als Bestandteil des regionalen Eisenbahnmuseums Schwarzenberg singulär für die Eisenbahngeschichte des Erzgebirges, wurde im Erzgebirge planmäßig für alle Zuggattungen eingesetzt, Eigentum des Vereins Sächsischer Eisenbahnfreunde e. V., Postfach 280143 in 01142 Dresden, Heimatbahnhof der Lokomotive in Schwarzenberg (Lokschuppen), Hersteller: Schichau AG Eibing, Fabriknummer: 3415, Gattungsbezeichnung: G56.15, Länge über Puffer: 22940 mm, Masse dienstbereit: 147 t, Treibraddurchmesser: 1400 mm, Höchstgeschwindigkeit: 80/50 km/h, Kohlenvorräte: 8 t, Wasservorräte: 26 Kubikmeter. - Lokschuppen, Drehscheibe und Heizhaus: (Lokschuppen) mit zehn Ständen 1902 erbaut, Baupreis 80.712,41 Reichsmark, Halbrundhaus als Ziegelrohbau, fünf Einfahrten mit gesamt zehn Lokständen, Literatur: Der Schwarzenberger Lokschuppen – vom sächsischen Heizhaus zum Eisenbahnmuseum. Dresden 1997., Zufahrt über eine 18-m-Drehscheibe (Durchmesser), Tragfähigkeit 130 t, Stellwerk III: elektromechanisches Stellwerk, 50er Jahre 20. Jh. - Dampflokomotive 94 2105: Hersteller: Sächsische Maschinenfabrik vorm. R. Hartmann Chemnitz, Fabriknummer: 4561, Gattungsbezeichnung: Gt55.16, Länge über Puffer: 12200 mm, Masse dienstbereit: 77 t, Treibraddurchmesser: 1260 mm, Höchstgeschwindigkeit: 45/45 km/h, Kohlenvorräte: 2,2 t, Wasservorräte: 7,5 Kubikmeter. - Kohlenkran: Die Bekohlungsanlage des ehem. Bahnbetriebswerkes Schwarzenberg bestand aus einem stationären Drehkran mit Lastseil auf einem Betonsockel. Die Bekohlung der Dampflokomotiven erfolgte mittels Kohlehunten, die von Hand beladen wurden, mit dem Kran gehoben und über dem Tender der Lok entleert wurden. In den 60er Jahren ist der Kohlenkran in Schwarzenberg verschrottet worden. Das Betonfundament (ohne Königsstuhl) existiert noch im Bereich des Kohlebansens. Auf dem Gelände des ehemaligen BW Zwickau existierte noch ein dem Schwarzenberger Modell ähnlicher Kran. Dieser Kran wurde von der DB AG erworben und nach Schwarzenberg transportiert. Damit kann die Bekohlung der Dampflokomotiven im Museumsbetrieb historisch dargestellt werden. Hersteller: Fa. Findeisen, Chemnitz, Lieferjahr: 1912, Bauart: Drehkran mit Lastseil, Antriebsart: Elektrisch für Heben und Schwenken, Tragfähigkeit: 0,8 t, Ausladung: 4,00 m, Hubhöhe: 6,80 m, Baujahr: 1912. - Dampflokomotive 58 3049: Schwere Güterzug-Dampflok, die durch Rekonstruktion einer Länderbahn-Baureihe entstanden ist. Neben der bei der DB AG erhaltenen Lok 58 3047 letzte Vertreterin dieser Baureihe. 1961 bis 1970 bezeichnet: 58 3049, seit 1970 bezeichnet: 58 3049-2, Hersteller: Hanomag Hannover, Baujahr: 1920, Fabriknummer: 9272, Rekonstruktion am: 31.10.1961 Raw Zwickau, Frühere Betriebsnummer: 581725, Gattungsbezeichnung: G 56.17, Länge über Puffer: 22.110 mm, Masse dienstbereit: 160,5 t, Treibraddurchmesser: 1.400 mm, Höchstgeschwindigkeit: 80/50 km/h, Kohlenvorräte: 10 t, Wasservorräte: 28 m³. - Nebenbahntenderlokomotive der Einheitsbauart 86 049: Lok war seit ihrer Beschaffung bis zum Ende der achtziger Jahre vorwiegend im sächsischen Raum im Einsatz. Neben der vom Verkehrsmuseum Dresden erhaltenen Lok ÜK-Lok 86 607 verkörpert diese Lok die Vorkriegsausführung. Bis 1970 bezeichnet: 86 049, ab 1970 bezeichnet: 86 1049-5, Hersteller: Borsig-Lokomotivwerke Hennigsdorf, Baujahr: 1932, Fabriknummer: 14421, Ablieferung: 11. Juli 1932, Abnahme: 7. September 1932, Indienststellung: 21. September 1932, Gattungsbezeichnung: Gt 46.15, Länge über Puffer: 13.820 mm, Masse dienstbereit: 88,5 t, Treibraddurchmesser: 1.400 mm, Höchstgeschwindigkeit: 70/70 km/h, Kohlenvorräte: 4 t, Wasservorräte: 9 m³. - Reisezugwagen 2. Klasse: Letzter erhaltener Vertreter der ersten Reisezugwagenserie, die nach dem Zweiten Weltkrieg in der DDR hergestellt wurde. Fahrzeugnummer: 505029-14139-5, Hersteller: Waggonbau Bautzen, Baujahr: 1954, Stückzahl: 200, Dienstmasse: 39,2 t, Länge über Puffer: 23.200 mm, Höchstgeschwindigkeit: 120 km/h, Sitzplätze: 72, Heizung: Dampfheizung, elektrische Heizung, Drehgestellbauart: Görlitz III leicht. - Elektromechanisches Zweireihenstellwerk Bauart „Gaselan“: Nahezu im Originalzustand erhaltene, (nach 2004) einzige in Deutschland bestehende Stellwerkstechnik dieser Bauart, wird als betriebsnotwendige Anlage der Anschlussbahn des Eisenbahnmuseums Schwarzenberg betriebsfähig erhalten. Das Zweireihenstellwerk der Bauart Gaselan besteht aus: dem Hebelwerk, mit dem ein Blockwerk verbunden sein kann; den Kabeln mit Zubehör; den Antrieben; der Stromquelle; den Schalttafeln. - Heizkesselwagen: Bahndienstfahrzeug mit Heizkessel zur Bereitstellung von Heizdampf für Reisezüge, deren Zuglok nicht über eine Dampfheizung verfügt. Fahrzeugnummer: 575099-68 171-1, Hersteller: Maschinenbau und Bahnbedarf AG Babelsberg (vorm. Orenstein & Koppel), Baujahr: 1941, Fabriknummer: 13684, Dienstmasse: 60 t, Länge über Puffer: 17.100 mm, Kohlenvorrat: 7 t, Wasser: 15 m³, Höchstgeschwindigkeit: 60 km/h, Drehgestellbauart: Görlitz III schwer. | 09201700 |
| Direkt Bild zu diesem Denkmal hochladen | Bankgebäude in offener Bebauung und Ecklage | Steinweg 1 (Karte)                 | 1920er Jahre                                 | Markantes, ortsbildprägendes Bankgebäude über annähernd L-förmigem Grundriss, mit abgerundeter Ecke und ausgebautem Dach, belebt durch neoklassizistische Formen und Schmuckelemente des Art déco, markiert mit gegenüberliegendem Vettermann-Haus einstigen Standort des Niederen oder Unteren Tores, baugeschichtlich, städtebaulich und stadtentwicklungsgeschichtlich bedeutsam. | 09201720 |
| Direkt Bild zu diesem Denkmal hochladen | Wohnhaus in offener Bebauung und Ecklage | Steinweg 2 (Karte)                 | 1. Hälfte 19. Jahrhundert                    | Städtebaulich hervorgehobenes Gebäude mit Krüppelwalmdach, im Obergeschoss möglicherweise Reste von Fachwerk, dazu seitlicher Fachwerkanbau aus dem Ende des 19. Jahrhunderts, baugeschichtlich von Bedeutung. | 09201653 |
| Direkt Bild zu diesem Denkmal hochladen | Wohnhaus in offener Bebauung | Steinweg 4 (Karte)                 | 1. Hälfte 19. Jahrhundert                    | Markantes Gebäude mit Krüppelwalmdach, im Obergeschoss möglicherweise Fachwerk, Eingangsbereich gestalterisch hervorgehoben, historisierende Tür, baugeschichtlich bedeutsames Haus. Eingangsbereich mit geschwungener Bedachung, verzierten Pilastern und Kapitellen (um 1910), historisierende Tür (vor 1900). | 09201654 |
| Weitere Bilder                          | Transformatorenhäuschen | Untere Schloßstraße (Karte)        | 1908                                         | Als Glockenspielturm mit Glocken aus Meißner Porzellan nachgenutzt, turmartiger Bau über achteckigem Grundriss mit Turmhaube, technikgeschichtliche und baugeschichtliche Bedeutung. | 09201640 |
| Weitere Bilder                          | Gedenkbaum | Untere Schloßstraße (Karte)        | 1818 (Königseiche)                           | Ortsgeschichtlich von Bedeutung. Königseiche: gepflanzt am 16. September 1818 zum 50. Regierungsjubiläum von König Friedrich August. | 09306092 |
| Direkt Bild zu diesem Denkmal hochladen | Wohnhaus in halboffener Bebauung und Ecklage | Untere Schloßstraße 1 (Karte)      | bezeichnet 1715                              | Putzbau mit barockem Türstock (bezeichnet 1715) und Kreuzgratgewölben, Teil der historisch und städtebaulich bedeutsamen Altstadt von Schwarzenberg, architekturhistorisch bedeutend, markiert die Stelle des einstigen Unteren Tores. An der Stelle dieses Gebäudes stand früher die alte Stadtkirche am Unteren Tor, 1699 geschlossen, 1709 beim großen Stadtbrand mit abgebrannt. | 09201649 |
| Direkt Bild zu diesem Denkmal hochladen | Wohnhaus in Ecklage | Untere Schloßstraße 2 (Karte)      | nach 1824                                    | Putzbau mit hohem Giebel und markantem Krüppelwalmdach mit Dacherker, Teil der historisch und städtebaulich bedeutsamen Altstadt von Schwarzenberg, baugeschichtlich und straßenbildprägend von Bedeutung. | 09201647 |
| Weitere Bilder                          | Wohnhaus mit späterem Anbau in geschlossener Bebauung | Untere Schloßstraße 3 (Karte)      | vor 1800                                     | Älteres Gebäude Putzbau mit Laden, jüngerer Wohnhausanbau aus der Zeit um 1925 einziges Beispiel eines im Bauhausstil errichteten Gebäudes in Schwarzenberg (singuläre Bedeutung), baugeschichtlich von Bedeutung. - Älteres Wohnhaus: Lang gestreckter zweigeschossiger Putzbau mit hervorgehobener Mittelachse, Gurtgesimse, Satteldach mit drei Dachgauben, - In den Altbau integriertes jüngeres Wohnhaus: Viergeschossiger Putzbau, die drei Obergeschosse mit je zwei querrechteckigen vierfach unterteilten Fenstern, Mansarddach. | 09201648 |
| Direkt Bild zu diesem Denkmal hochladen | Wohnhaus in halboffener Bebauung | Untere Schloßstraße 7 (Karte)      | nach 1824                                    | Putzbau mit sehr steilem Satteldach, Teil der historisch und städtebaulich bedeutsamen Altstadt von Schwarzenberg, baugeschichtlich von Bedeutung. Breit gelagerter zweigeschossiger Putzbau mit sechs Achsen, steiles Satteldach mit Dachgauben. | 09201646 |
| Direkt Bild zu diesem Denkmal hochladen | Wohnhaus in geschlossener Bebauung | Untere Schloßstraße 9 (Karte)      | nach 1824                                    | Ehemals mit Gaststätte, Teil der historischen und städtebaulich bedeutsamen Altstadt von Schwarzenberg, mit Kreuzgratgewölben, zudem von architekturhistorischem Wert, traditionsreiche Schwarzenberger Gaststätte von ortsgeschichtlicher Bedeutung. Schmied-Schriftzug, Zierelemente und Ausleger wohl aus den 1930er oder 1950er Jahren, Gaststättenausstattung unter anderem mit Bleiglasfenstern. | 09201645 |
| Direkt Bild zu diesem Denkmal hochladen | Wohnhaus in geschlossener Bebauung | Untere Schloßstraße 11 (Karte)     | Kern wohl 18. Jahrhundert                    | Bestandteil der alten Bausubstanz und der Altstadtsttruktur, baugeschichtliche und städtebauliche Bedeutung. | 09306343 |
| Direkt Bild zu diesem Denkmal hochladen | Wohnhaus in geschlossener Bebauung | Untere Schloßstraße 13 (Karte)     | nach 1824                                    | Teil der historisch und städtebaulich bedeutsamen Altstadt von Schwarzenberg, mit Kreuzgratgewölben im Erdgeschoss zudem architekturhistorisch bedeutend. Bemerkenswertes Kreuzgratgewölbe. | 09201644 |
| Direkt Bild zu diesem Denkmal hochladen | Wohnhaus in halboffener Bebauung | Untere Schloßstraße 15 (Karte)     | nach 1824                                    | Teil der historisch und städtebaulich bedeutsamen Altstadt von Schwarzenberg, mit Kreuzgratgewölben im Erdgeschoss zudem architekturhistorisch bedeutend. | 09201643 |

## Bermsgrün
| Bild                                    | Bezeichnung                                                               | Lage                         | Datierung                 | Beschreibung | ID       |
| --------------------------------------- | ------------------------------------------------------------------------- | ---------------------------- | ------------------------- | --- | -------- |
| Weitere Bilder                          | Grenzstein des Forstreviers, zugleich Gedenkstein für die Forstvermessung | (Karte)                      | 1794 (urspr. Stein)       | Marmorblock mit Inschrift – Rest des ursprünglich mit Säule und eventuell Steinkugel geschmückten Denkmals, von geschichtlichem Wert. Letzter Grenzstein, der bei der Vermessung und Berainung der kurfürstlichen Wälder in den Jahren 1786–1794 an der Straße nach Schwarzenberg gesetzt wurde, zugleich Denkmal für diese Vermessung, Marmorwürfel mit Inschrift auf Granitsockel, bekrönende Säule in den 1980er Jahren gestohlen, eventuell war diese Säule noch mit einer Marmorkugel versehen worden, Inschrift: „DENKMAL/TIEFSTER EHRFURCHT UND TREUE/UNSEREM/DURCHLAUCHTIGSTEM CHUR/FÜRSTEN UND HERRN/ZEUGNISS/DER LIEBE UND ACHTUNG/ALLEN BEWOHNERN/DES AMTES SCHWARZENBERG/MIT CROTTENDORF“, weiterhin Namen der an der Grenzkommission Beteiligten, das kurfürstliche Wappen und die Nummer 213 (auf der Rückseite des Steins) verzeichnet, 1786 war mit neuer Waldberainung begonnen worden, die im Kreisamt (Schwarzenberg) 300 Wälder und 313 Reviere erfasste, im Volksmund wird der Stein als „Weiße Frau“ bezeichnet – möglicherweise aufgrund der ursprünglichen Gestalt des Denkmals, der Marmor, aus dem der Sockel des Denkmals besteht, stammt vermutlich aus Crottendorf, um Stein rankt sich eine Sage – eventuell Bezug zu einem alten Forstortnamen. | 09269045 |
| Direkt Bild zu diesem Denkmal hochladen | Wohnstallhaus und zwei Scheunen eines Dreiseithofes                       | Dorfstraße 38 (Karte)        | 18. Jahrhundert           | Ländliches Anwesen in Fachwerkbauweise von baugeschichtlicher und sozialgeschichtlicher Bedeutung. - Wohnhaus: Zweigeschossig, massives Erdgeschoss verputzt, Türportal bezeichnet 1892 – möglicherweise Zeitpunkt der Unterfahrung des Erdgeschosses, Obergeschoss Fachwerk – regelmäßiges relativ engstieliges Ständerfachwerk mit Eckstreben, - Scheunen: Beiderseits des Wohnhauses, eingeschossig mit Drempel, Fachwerk verbrettert, Satteldach. | 09269036 |
| Weitere Bilder                          | Ehemaliges Arbeiter- und Sportlerheim (heute Hotel)                       | Gemeindestraße 92 (Karte)    | um 1930                   | Charakteristisches, vom Heimatstil geprägtes Bauensemble über winkligem Grundriss von baugeschichtlicher und ortsgeschichtlicher Bedeutung. Als Arbeiterheim errichtet für Versammlungen, Schulungen und Sport, 1933 Stätte für faschistische Vernehmungen und Folterungen, 1936 nach Anfügen eines Gebäudeflügels NSDAP-Schulungsgebäude, nach 1945 Betriebsferienheim, nach 1992 Umbau zum Hotel, dabei Erweiterung und Umbauten im Inneren, ursprünglich zweiflügliger Gebäudekomplex, bestehend aus älterem Baukörper: zweigeschossig, Bruchsteinmauerwerk unverputzt im Erdgeschoss und Fachwerkobergeschoss, Satteldach, Seitenflügel von 1936 niedriger, aber ebenfalls zweigeschossig in ähnlicher Bauweise, die Schwellen beider Obergeschosse vorkragend mit Kehlung. | 09269038 |
| Direkt Bild zu diesem Denkmal hochladen | Denkmal für die Gefallenen des Ersten Weltkrieges                         | Kapellenweg 15 (bei) (Karte) | nach 1918                 | Grob behauener Granitblock mit Inschrift, ortsgeschichtlich von Bedeutung. Inschrifttafel besteht aus kleinen Mosaiksteinen unterschiedlicher Farbigkeit, im oberen Teil der Tafel Darstellung des „Eisernen Kreuzes“ und Text: „Getreu bis in den Tod“ sowie Namen der Gefallenen, Schrift aus farbigen Mosaiksteinen gebildet, Maße: 3,24 Meter Höhe, 1,47 Meter Breite, 0,65 Meter Tiefe. | 09269042 |
| Direkt Bild zu diesem Denkmal hochladen | Wohnhaus (mit integriertem Scheunenteil)                                  | Obere Bergstraße 14 (Karte)  | 1. Hälfte 19. Jahrhundert | Zeit- und landschaftstypisches Fachwerkhaus, baugeschichtlich und sozialgeschichtlich von Bedeutung. Typisches ländliches Wohnhaus mit integriertem Scheunenteil, Erdgeschoss massiv – Fenster- und Türgewände nicht vorhanden, Obergeschoss Fachwerk mit Tür über dem Hauseingang, Giebelseite mit Heuluke und Heuaufzug (Heuaufzug entfernt, Stand 06/2015), Satteldach, eines der letzten erhaltenen Fachwerkhäuser im Ort. | 09269035 |
| Direkt Bild zu diesem Denkmal hochladen | Wohnhaus                                                                  | Schulstraße 1 (Karte)        | um 1800                   | Eines der ältesten hier noch original erhaltenen ländlichen Wohnhäuser in Fachwerkbauweise, von baugeschichtlicher und sozialgeschichtlicher Bedeutung. Wohnhaus: zweigeschossig, Erdgeschoss massiv, verputzt, mit erhaltenen Fenster- und Türgewänden, Obergeschoss Fachwerk verbrettert, teilweise Kreuzstockfenster mit Sprossenteilung (achter Teilung) erhalten, Satteldach. | 09269039 |
| Direkt Bild zu diesem Denkmal hochladen | Wohnstallhaus                                                             | Schulstraße 25 (Karte)       | 2. Hälfte 17. Jahrhundert | Obergeschoss Fachwerk (Feuerböcke), von großer baugeschichtliche Bedeutung, Alterswert. Erdgeschoss Feldsteinmauerwerk, Grundriss aber ziemlich verändert, Obergeschoss zu über 50 Prozent Fachwerk mit interessanten Andreaskreuzformen (Feuerböcken), Dachstuhl einfach stehend, Kehlbalken mit Unterzügen, eines der ältesten Fachwerkhäuser im Ort mit heute nur noch selten erhaltener Fachwerkkonstruktion. | 09306078 |
| Direkt Bild zu diesem Denkmal hochladen | Wohnhaus                                                                  | Schulstraße 30 (Karte)       | um 1900                   | Zeittypisches Wohnhaus in Klinkerbauweise, von baugeschichtlichem Wert. Zeugnis des Massenwohnungsbaus im Ergebnis der industriellen Revolution, giebel- und traufständiger Bauteil, Erdgeschoss massiv und verputzt, Obergeschoss Klinker mit aufgeputzten Lisenen an Hausecken und Ecken des Risalits, schlichte Fenstereinfassungen oder -bekrönungen, Eingangsvorhäuschen und Giebeldreiecke mit Zierfachwerk, vorkragende Satteldächer, Gauben ebenfalls mit vorkragenden Satteldächern. | 09269040 |

## Crandorf
| Bild                                    | Bezeichnung                                                         | Lage                                | Datierung                           | Beschreibung | ID       |
| --------------------------------------- | ------------------------------------------------------------------- | ----------------------------------- | ----------------------------------- | --- | -------- |
|                                         | Postmeilensäule                                                     | Crandorfer Straße (Karte)           | bezeichnet 1725                     | Ganzmeilensäule, verkehrsgeschichtlich von Bedeutung. Ganzmeilensäule aus Granit mit Inschrift an zwei Seiten, Westseite: „AR/Schwarzenberg/Grünhain/2 Std/Stollberg/5 Std. 3/4/1725/(Posthorn)“, Ostseite: „AR/Johann-Georgenstadt/3 Std. 1/4/1725/(Posthorn)“, Südseite: Reihennummer „52“, am alten Standort an alter Poststraße, aber versetzt auf andere Straßenseite Nummer 52 an der Crandorfer Str. / Postsäulenweg im OT Crandorf von 1725 gehört zur Poststraße Dresden – Schwarzenberg – Halbe Meile – Johanngeorgenstadt und ist gegenüber ihrer ursprünglichen Aufstellung um 90 Grad gegen den Uhrzeigersinn gedreht. Eine weitere Ganzmeilensäule befand sich seit 1724 am Unteren Tor. Sie ist nicht erhalten. | 09269046 |
| Direkt Bild zu diesem Denkmal hochladen | Pulverturm                                                          | Crandorfer Straße                   | 1827                                | Original erhaltener, ursprünglich zu den Eisenerzgruben Am Rothenberg (auch Roten Berg) gehörender Bruchsteinbau, bergbaugeschichtlich von Bedeutung. Runder Bruchsteinturm, Durchmesser vier Meter, Höhe bis zur Kuppel drei Meter, Kuppelhöhe ein Meter, Mauerstärke 0,72 Meter, nach Osten gelegene Tür aus 15 mm starkem Eisen, Turm diente der Aufbewahrung des Sprengpulvers für die Eisenerzgruben – besonders für St. Johannes. | 09269058 |
|                                         | Kirche Crandorf (mit Ausstattung)                                   | Crandorfer Straße (Karte)           | 1711–1712, bezeichnet 1712 (Kirche) | Barocke Saalkirche vor landschaftlich eindrucksvollem Hintergrund, baugeschichtlich, ortsgeschichtlich und ortsbildprägend von Bedeutung. In Platte am Grundstein Bezeichnung des Baumeisters, verputzter, zum Zentralbau tendierender Feldsteinbau, zur Ausstattung gehört barocker Kanzelaltar aus Bauzeit, Jahn-Orgel 1912 und anderes. | 09269059 |
| Direkt Bild zu diesem Denkmal hochladen | Wohnstallhaus (Nr. 12) und Seitengebäude (Nr. 14) eines Bauernhofes | Rittersgrüner Straße 12; 14 (Karte) | bezeichnet 1826                     | Landschaftstypische Fachwerkhäuser, von landschaftsgestaltender und baugeschichtlicher Bedeutung. - Wohnhaus: Ursprüngliches Umgebindehaus, Blattsasse im Erdgeschoss erhalten, baulich im Laufe der Zeit verändert, möglicherweise verlängert, Erdgeschoss Bruchstein verputzt, mit original erhaltenen Fenstergewänden mit einer Hohlkehle, Türportal mit waagerechter Verdachung aus der Zeit 1826, das Fachwerk-Obergeschoss vermutlich älter, regelmäßiges Fachwerk mit Streben, schiefergedecktes Satteldach mit zu großen Gaupen, ursprünglich ohne Gaupen, im Erdgeschoss Fensterläden aus der Erbauungszeit. - Seitengebäude: Zweigeschossig, auf winkelförmigem Grundriss, Erdgeschoss Bruchstein sichtbar und rundbogenartigem Tor oder Türöffnung mit großen Holztoren, Obergeschoss Fachwerk verbrettert, Satteldach, kleine Dachreiter zur Lüftung. Durch die Lage am Hang ist das Ensemble weithin sichtbar und prägt das Landschaftsbild | 09227467 |
| Direkt Bild zu diesem Denkmal hochladen | Häuslerhaus                                                         | Zur Drachenleithe 16 (Karte)        | um 1800                             | Zeit- und landschaftstypisches Fachwerkhaus, von baugeschichtlicher und sozialgeschichtlicher Bedeutung. Ursprünglich eingeschossiger verputzter Bruchsteinbau, im 19. Jahrhundert aufgestockt, heute zweigeschossig, Obergeschoss Fachwerk mit teilweiser Verbretterung, Satteldach, auf der hangabwärtigen Seite nur eingeschossig, in mehreren Phasen Umbauten, mit Kammergang. | 09227468 |

## Erla
| Bild                                    | Bezeichnung | Lage                             | Datierung                             | Beschreibung | ID       |
| --------------------------------------- | --- | -------------------------------- | ------------------------------------- | --- | -------- |
| Direkt Bild zu diesem Denkmal hochladen | Fabrikantenvilla und Garten | Am Schwarzwasser 13 (Karte)      | 1837                                  | Putzbau mit klassizistischer Fassade, von bauhistorischer Bedeutung. Villa des ehemaligen Besitzers des Eisenwerkes von Breitfeld, im Tal westlich des Schwarzwassers am Ortsausgang von Erla liegend, zweigeschossig, drei mal fünf Achsen, Haupteingang in der Mitte der Traufseite, Rundbogenfenster und Rundbogentür, waagerechte Fensterverdachungen, Dreieckgiebelverdachung über dem Hauseingang, Fensterbankgesims im Obergeschoss, Putznutung im Erdgeschoss, flachgeneigtes Walmdach, im Inneren Stuckdecken, Haustür: zweiflüglige Kassettentür mit halbrundem Oberlichtfenster mit strahlenförmig angeordneten Sprossen, für den englischen Ingenieur John Payn erbaut. | 09269049 |
|                                         | Wohnhaus | Karlsbader Straße 72 (Karte)     | um 1880                               | Repräsentativer, historisierender Putzbau, baugeschichtlich und städtebaulich von Bedeutung. - Niedrigerer Hausteil: Zweigeschossig, drei mal fünf Achsen, im Erdgeschoss Rundbogenfenster und Rundbogentür – aufwändige zweiflüglige Holztür mit gesprosstem (strahlenförmige Sprossen) Oberlicht und Glaseinsätzen mit dekorativem Gusseisengitter, waagerechte Fensterverdachungen im Obergeschoss, an Fassade mit Hauseingang im 1. Obergeschoss Rahmen mit waagerechter Verdachung aufgeputzt. - Höherer Hausteil: Turmartiger Anbau mit Walmdach, gestützt von Kragkonsolen, zweigeschossig mit Drempel und Zierfachwerk. | 09269051 |
| Weitere Bilder                          | Hammerherrenhaus (Nr. 87) und drei Seitengebäude (Nr. 85) | Karlsbader Straße 85; 87 (Karte) | 17. Jahrhundert                       | Stattlicher Vierseithof mit markanten Fachwerkbauten von großem baugeschichtlichem Wert (Bundespreis für Handwerk in der Denkmalpflege in Sachsen 2006). Einzeldenkmale der Sachgesamtheit Hammerherrenhof Erla: (siehe auch Sachgesamtheit 09305954, gleiche Anschrift) Geschlossen erhaltener Vierseithof mit Herrenhaus – dreiflügelige U-förmige Hofanlage mit nördlichem (zur Straße) Torhaus, alle Gebäude miteinander verbunden, - Herrenhaus (Nummer 87): Erdgeschoss Bruchsteinmauerwerk, Tür- und Fensteröffnungen Granitgewände oder aufgeputzte Faschen, Obergeschoss zweiriegeliges Fachwerk mit Eck- und Mittelstreben (südlicher Abschnitt der Gartenfassade und Südseite) kräftig profiliertes hölzernes Traufgesims, übrige Außenwände verputzter Schlackestein, steiles Satteldach mit Schieferdeckung, im Inneren des Gebäudes böhmisches Kappengewölbe (Flur), im Eingangsbereich Gedenktafel: „Zur Erinnerung/an die Anwesenheit Ihrer Majestäten/Des Königs Albert am 9. Juli 1880/Der Königin Carola am 6. Juli 1886/Des Königs Friedr. August am 24. Aug. 1912/in Erlahammer“, weiterhin drei Portraitreliefs der Majestäten, reiche Ausstattung (Wandmalereien, Decken, Türen, Gitter, Geländer), seit 2012 umfangreiche Sanierungsarbeiten, - Drei Seitengebäude (Nummer 85): Süd-, Ost- und Nordflügel mit einheitlichem Erscheinungsbild: Erdgeschoss Bruchsteinmauerwerk, weitgehend unverputzt, Fenster- und Türöffnungen: Granit, Hilbersdorfer Porphyrtuff, Holz, Obergeschoss zweiriegeliges Fachwerk, Trauf- und Firstlinien gleich hoch, Satteldach mit abgewalmten Stirnseiten, Ostflügel mit Zwerchhaus zur Hof abgewandten Seite und Dachreiter mit Uhr, Laterne und Welscher Haube, reiche Ausstattung (klassizistische Wandgliederungen, Stuckprofiele an der Decke, Dekorationsmalerei). | 09269052 |
| Weitere Bilder                          | Sachgesamtheit Hammerherrenhaus (Nr. 87), drei Seitengebäude (Nr. 85) (siehe Einzeldenkmal 09269052, gleiche Anschrift) und Gutspark (Gartendenkmal) sowie südwestlicher Verbinderbau, Wirtschaftshof mit Hofpflaster und Einfriedungsmauer als Sachgesamtheitsteile | Karlsbader Straße 85; 87 (Karte) | 17./18. Jahrhundert (Hammerherrenhof) | Stattlicher Vierseithof mit markanten Fachwerkbauten in sehr gutem Originalzustand von großem baugeschichtlichem Wert (Bundespreis für Handwerk in der Denkmalpflege in Sachsen 2006). Geschlossen erhaltener Vierseithof mit Herrenhaus – dreiflügelige U-förmige Hofanlage mit nördlichem (zur Straße) Torhaus, alle Gebäude miteinander verbunden. Sachgesamtheit Hammerherrenhof Erla mit folgenden Einzeldenkmalen: - Herrenhaus (Nummer 87): Erdgeschoss Bruchsteinmauerwerk, Tür- und Fensteröffnungen Granitgewände oder aufgeputzte Faschen, Obergeschoss zweiriegeliges Fachwerk mit Eck- und Mittelstreben (südlicher Abschnitt der Gartenfassade und Südseite) kräftig profiliertes hölzernes Traufgesims, übrige Außenwände verputzter Schlackestein, steiles Satteldach mit Schieferdeckung, im Inneren des Gebäudes böhmisches Kappengewölbe (Flur), im Eingangsbereich Gedenktafel: „Zur Erinnerung/an die Anwesenheit Ihrer Majestäten/Des Königs Albert am 9. Juli 1880/Der Königin Carola am 6. Juli 1886/Des Königs Friedr. August am 24. Aug. 1912/in Erlahammer“, weiterhin drei Portraitreliefs der Majestäten, reiche Ausstattung (Wandmalereien, Decken, Türen, Gitter, Geländer), - Drei Seitengebäude (Nummer 85): Süd-, Ost- und Nordflügel mit einheitlichem Erscheinungsbild: Erdgeschoss Bruchsteinmauerwerk, weitgehend unverputzt, Fenster- und Türöffnungen: Granit, Hilbersdorfer Porphyrtuff, Holz, Obergeschoss zweiriegeliges Fachwerk, Trauf- und Firstlinien gleich hoch, Satteldach mit abgewalmten Stirnseiten, Ostflügel mit Zwerchhaus zur Hof abgewandten Seite und Dachreiter mit Uhr, Laterne und Welscher Haube, reiche Ausstattung (klassizistische Wandgliederungen, Stuckprofile an der Decke, Dekorationsmalerei), - Verbinderbau: Zweigeschossig, mit turmartigem Vorbau in der Südwestecke des Hofes, heute Kopie des Vorgängerbaus (Schäden an Fachwerkkonstruktion), originale Hofpflasterung mit Granitplatten oder Wildpflaster, - Gutspark: Im Westen und Süden an den Hof anschließend, mit altem Baumbestand (teilweise 400 Jahre alt?) aus u. a. Blut-Buche (Fagus sylvatica f. purpurea), Rot-Buche (Fagus sylvatica), Berg-Ahorn (Acer pseudoplatanus) und Eibe (Taxus baccata), wahrscheinlich noch Gartengestaltungselemente (Mauern, Treppen) vorhanden, - Einfriedungsmauer: Entlang der südlichen Grenze des Parks, teilweise aus Granit, teilweise aus Schlackestein, verputzt, mit zweiflügligem Zufahrttor (ursprünglich am anderen Ort). | 09305954 |

## Grünstädtel
| Bild                                    | Bezeichnung                                                                                     | Lage                                             | Datierung                 | Beschreibung | ID       |
| --------------------------------------- | ----------------------------------------------------------------------------------------------- | ------------------------------------------------ | ------------------------- | --- | -------- |
| Direkt Bild zu diesem Denkmal hochladen | Haustür                                                                                         | Crandorfer Berg 1 (Karte)                        | um 1900                   | Aufwändige Handwerksarbeit mit bemerkenswerter Ziervergitterung, handwerklich-künstlerisch von Bedeutung. Haustür: zweiflüglig mit gesprosstem Oberlicht, untere Füllungen mit Diamantquadern besetzt, Glaseinsätze mit Eisengussziervergitterung – diese mit Historismusornamenten und Kopfdarstellungen, Kämpfer und Schlagleiste profiliert, regionales handwerkliches Produkt (Eisenkunstguss aus einer der umliegenden Gießereien). | 09201735 |
| Direkt Bild zu diesem Denkmal hochladen | Wohnhaus und Scheune eines Bauernhofes                                                          | Crandorfer Berg 2 (Karte)                        | 1. Hälfte 19. Jahrhundert | Beide Gebäude in Fachwerkbauweise, baugeschichtlich und ortsbildprägend von Bedeutung. Von der Pöhlaer Straße aus sichtbar hinter einem großen Holz umzäunten Wiesengrundstück, zur Pöhlaer Straße ist Fachwerk sichtbar und nur noch an dieser Traufseite erhalten, Giebelseiten in den Spitzen verschiefert, beide Giebelseiten baulich verändert, Fenster zugemauert oder vergrößert, nördlicher Giebel mit Heuaufzug, Stallteil massiv, Bruchstein, unverputzt, keine landwirtschaftliche Nutzung mehr, nach hinten Anbau – Garage und Terrasse, Schiefer gedecktes Satteldach. Zum Anwesen gehört eine gut erhaltene Holzscheune: eingeschossig, Fachwerk verbrettert, Satteldach, Stalltür zugesetzt. | 09201736 |
| Weitere Bilder                          | Mord- und Sühnekreuz                                                                            | Gottfried-Heinrich-Stölzel-Platz 6 (bei) (Karte) | um 1500                   | Bedeutendes spätmittelalterliches Kulturdenkmal, geschichtlich von besonderem Wert und singulär in Schwarzenberg. Zu rohem Kreuz zugehauen, unterer Teil in Boden eingesunken, sichtbarer Teil rund 70 Zentimeter hoch und 80 Zentimeter breit, zwei parallel laufende senkrechte Striche sind eingemeißelt. Nach behördlich genehmigter Umsetzung vom Standort unterhalb des Marktes im alten „Stedel“ an Straße nach Raschau (alter Prozessionsweg) steht Stein seit 1993 auf dem Stölzel-Platz unterhalb der Kirche. | 09201746 |
|                                         | Pfarrhaus                                                                                       | Gottfried-Heinrich-Stölzel-Platz 8 (Karte)       | 1699–1702, Kern älter     | Stattlicher Fachwerkbau am unteren Ende des ursprünglichen Ortsmittelpunktes der Mitte des 13. Jahrhunderts gegründeten Siedlung „Stedel“, von besonderer baugeschichtlicher, hausgeschichtlicher und ortsgeschichtlicher Bedeutung, darüber hinaus künstlerisch wertvoll. Erdgeschoss massiv, Obergeschoss gut erhaltenes Fachwerk mit profilierten Schwellenbalken, Satteldach mit je drei stehenden Dachfenstern, Fenster in alter Sprossenaufteilung, ins Gebäude eingebaut die aus vorreformatorischer Zeit stammende alte Pfarre (Räume mit Tonnengewölbe). Im Erdgeschoss im klassizistischen Stil gestaltete Räume (1835-1843 Erhebung zur Superintendentur), spätbarocker Schrank. | 09201745 |
| Weitere Bilder                          | St.-Annen-Kirche mit Ausstattung, Kirchhof und Einfriedung, Parentationshalle und drei Grabmale | Gottfried-Heinrich-Stölzel-Platz 9 (Karte)       | 1721–1724                 | Barocke Saalkirche, Putzbau mit hohem Walmdach, baugeschichtlich, ortsgeschichtlich und künstlerisch von Bedeutung wertvoll. - Größerer Barockbau mit Standort am Hang an der Stelle einer gotischen Wallfahrtskapelle, in Mitte der Südseite eingegliederter Turm mit originellem Balkon für Sängerknaben wurde 1872 vollendet, Inneres als lang gezogener, im Osten und Westen chorartig abgeschlossener Achtecksaal mit gerader Decke, umlaufenden Emporen und darunterliegenden durchgehenden Glasstühlen, zweite Empore gegen Ende des 18. Jahrhunderts eingezogen, seit 1762 Altar als Kanzelaltar sowie Schalldeckel der Kanzel mit Kruzifixus von zirka 1600 versehen, Zierde des Altarraumes ist bemalter barocker Taufengel, Schnitzaltar mit St. Anna und weiblichen Heiligen im Mittelschrein stammt aus alter Kapelle, Sakristei enthält Weihwasserbecken mit Ausguss. - Parentationshalle: Nördlich der Kirche, um 1930. - Auf dem Kirchhof: - Zwei Sandsteingrabmale an der Nordwand der Kirche, 18. Jahrhundert, - Säulengrabmal mit Vasen/Urnenaufsatz in Nähe des Kirchenchores – 19. Jahrhundert. | 09201747 |
| Direkt Bild zu diesem Denkmal hochladen | Wohnhaus                                                                                        | Kirchsteig 7 (Karte)                             | um 1900                   | Am Platze des Ortsteils Grün, der mit dem nördlichen Ortsteil zu Grünstädtel verschmolz, liegt oberhalb der Pöhlaer Straße, weithin sichtbar, baugeschichtlich und ortsentwicklungsgeschichtlich von Bedeutung Wohnhaus mit Krüppelwalmdach. Es ist preolitgedeckt, beide Giebel und der betonte, herausragende Mittelteil der zum Tal hin gelegenen Traufseite tragen Schmuckfachwerk, östlicher Mittelteil, zum Hof gelegen, verschiefert – Schmuckschieferung, links und rechts der Mittelteile je ein stehendes Dachfenster, mit Holzschindeln, Tür und Fenster mit Ziegeln übermauert, Sohlbänke ebenfalls Ziegel, Fenster zweigeteilt mit dreigeteiltem Oberlicht, Ziegelbau, verputzt, am Stallteil niedriger Natursteinsockel, Stall wird kaum noch genutzt, das Wohn- und Stallgebäude begrenzt den Hof zum Tal hin, der Hof wird nördlich und östlich von je einer Scheune begrenzt, Seitengebäude abgebrochen, Bauernhaus zu Mehrfamilienhaus umgebaut. | 09201738 |
| Direkt Bild zu diesem Denkmal hochladen | Wohnhaus                                                                                        | Pöhlaer Straße 21 (Karte)                        | 2. Hälfte 19. Jahrhundert | Zeittypischer Fachwerkbau, baugeschichtlich von Bedeutung. Mit rotem Ziegel gedecktes Krüppelwalmdach, straßenseitig drei Gaupen mit vorkragenden Dächern, zur Straße gelegene Traufseite Fachwerk, im Erdgeschoss Garageneinbau, Sechsfensterfront, Einscheibenfenster, Giebelseiten: Giebel verschiefert, Obergeschoss verbrettert. | 09201742 |

## Heide
| Bild                                    | Bezeichnung                                    | Lage                    | Datierung                 | Beschreibung | ID       |
| --------------------------------------- | ---------------------------------------------- | ----------------------- | ------------------------- | --- | -------- |
| Direkt Bild zu diesem Denkmal hochladen | Wohnhaus und Seitengebäude eines Dreiseithofes | Bockauer Weg 90 (Karte) | 1. Hälfte 19. Jahrhundert | Beide Gebäude regionaltypischer Fachwerkbauweise, baugeschichtlich und ortsgeschichtlich von Bedeutung. - Wohnhaus zweigeschossig mit Satteldach, erste Hälfte 19. Jahrhundert oder um 1850, Obergeschoss zum Hof verbrettert, darunter möglicherweise auch noch Fachwerk, vorderer Giebel mit ornamentaler Verzierung, - Seitengebäude verschiefertes Fachwerkobergeschoss, geohrtes Segmentbogenportal. | 09201702 |

## Hofgarten
| Bild                                    | Bezeichnung                          | Lage                                 | Datierung                                       | Beschreibung | ID       |
| --------------------------------------- | ------------------------------------ | ------------------------------------ | ----------------------------------------------- | --- | -------- |
| Direkt Bild zu diesem Denkmal hochladen | Wohnhaus                             | Am Hofgarten 22 (Karte)              | um 1930                                         | Holzhaus, markantes Wohngebäude in industrieller Fertigteilbauweise der 1920er und 1930er Jahre, baugeschichtlich von Bedeutung. Eingeschossig, turmartiger Vorbau, der in das Dach hineinragt. | 09201555 |
| Direkt Bild zu diesem Denkmal hochladen | Wohnhaus in offener Bebauung         | Schneeberger Straße 10 (Karte)       | 1773 im Kern (südöstlicher Teil des Wohnhauses) | Zeittypischer Putzbau mit Krüppelwalmdach und Dachhäuschen, bau- und ortsgeschichtlich von Bedeutung | 09201722 |
| Direkt Bild zu diesem Denkmal hochladen | Pfarrgut                             | Schneeberger Straße 17 (Karte)       | um 1800                                         | Markantes Fachwerkgebäude mit Steildach, historisches Schwarzenberger Gut, als weitgehend ursprünglich erhaltenes Beispiel ländlicher Architektur baugeschichtlich bedeutend sowie ortsgeschichtlich wertvoll. Pfarrgut, als altes Kirchlehn bereits 1592 erwähnt, 1784 „Pfarrvorwerk“, 1784 auch „Pfarrerbe“. | 09201560 |
| Direkt Bild zu diesem Denkmal hochladen | Stadtbrand-Gedenkstein               | Schneeberger Straße 17 (vor) (Karte) | nach 1824                                       | Einfacher Granitstein mit eingehauener Inschrift, ortsgeschichtlich bedeutend. Mit der Inschrift „Am 2. Mai 1824 brannte die Stadt ab“ erinnert der Stein an die letzte große Feuersbrunst, die außer Schloss und Kirche und einigen abseits stehenden Häusern alle Gebäude der Stadt einäscherte. Auf der Rückseite des Steins sind die Buchstaben A B eingehauen.                                                                   | 09201559 |
| Direkt Bild zu diesem Denkmal hochladen | Mundloch des Kreuz-Erfindung-Stollns | Steinweg (Karte)                     | bezeichnet 1652                                 | Mit gewölbtem Rundbogen aus Granit und Schlussstein einschließlich Jahreszahl, ursprünglich wohl zum alten Schwarzenberger Bergbau am Galgenberg oder zur Wasserversorgung der »Kleinen Vorstadt« gehörig, bergbaugeschichtliches Zeugnis. | 09201705 |
| Weitere Bilder                          | Berufsschule mit Turnhallenanbau     | Steinweg 10 (Karte)                  | bezeichnet 1956                                 | Zeittypischer Putzbau über winkligem Grundriss mit Dachreiter (Uhrenturm) auf dem Hauptgebäude, bauliches Zeugnis der frühen DDR-Architektur, baugeschichtlich und ortsgeschichtlich von Bedeutung. Zweigeschossiger, sparsam gegliederter Putzbau über winkligem Grundriss mit Sockelgeschoss, Verbindungsgang und nordwestlicher Turnhallenanbau, Satteldächer, modern wirkende Bauteile wie Treppenhaus, Gang und Turnhallenanbau. | 09201554 |

## Jägerhaus
| Bild                                    | Bezeichnung                        | Lage                                          | Datierung | Beschreibung | ID       |
| --------------------------------------- | ---------------------------------- | --------------------------------------------- | --------- | --- | -------- |
| Direkt Bild zu diesem Denkmal hochladen | Aufenthaltshütte für Forstarbeiter | (Gemarkung Bermsgrün, Flurstück 1071) (Karte) | 1926      | Aus Rundhölzern bestehende kleine Holzhütte in sehr gutem Originalzustand, sozialgeschichtlich von Bedeutung | 09227484 |
| Weitere Bilder                          | Gasthof                            | Jägerhaus 1 (Karte)                           | 1847      | Landschaftstypisches Fachwerkhaus mit Verbretterung im Obergeschoss, baugeschichtlich und ortsgeschichtlich von Bedeutung. Erster Vorgängerbau vermutlich um 1560 als kurfürstliches Jägerhaus für einen Forstknecht errichtet im Zusammenhang mit dem Erlass der Holzordnung, 1639 durch die Schweden in Brand gesteckt, Wiederaufbau im Auftrag des Kurfürsten Johann Georg II., im 19. Jahrhundert stand an der Straßenkreuzung beim Jägerhaus eine Chausseegeldeinnahme, 1847 wurde das heutige Gasthofsgebäude errichtet, zweigeschossig, sieben Achsen, Erdgeschoss massiv, Obergeschoss Fachwerk verbrettert, Krüppelwalmdach, in Gaststube Bleiglasfenster um 1900. | 09269041 |
| Direkt Bild zu diesem Denkmal hochladen | Wohnstallhaus                      | Jägerhaus 10 (Karte)                          | um 1850   | Typisches Erzgebirgs-Wohnstallhaus, recht ursprünglich erhalten, baugeschichtlich von Bedeutung. Eingeschossiger massiver Putzbau, Satteldach, Stallteil klar erkennbar. | 09300353 |

## Neustadt
| Bild                                    | Bezeichnung                                                          | Lage                                | Datierung            | Beschreibung | ID       |
| --------------------------------------- | -------------------------------------------------------------------- | ----------------------------------- | -------------------- | --- | -------- |
|                                         | Ehemalige Eisenbahnbrücke (heute Fußgängerbrücke)                    | Bahnhofstraße (Karte)               | 1883                 | Mehrjochige Steinbogenbrücke der Bahnstrecke Schwarzenberg–Johanngeorgenstadt (ehemalige Bahntrasse), baugeschichtlich, eisenbahngeschichtlich und ortsbildprägend von Bedeutung. Brücke überquert einen Taleinschnitt und den Fluss mit drei kleinen und einem größeren Segmentbogen, Schlusssteine mit Diamantquadern besetzt, runde Entwässerungsöffnungen mit Sandsteineinfassung, bis 1951 führte die Eisenbahnlinie nach Johanngeorgenstadt über die Brücke, Strecke wurde verlegt und durch zweigleisige Neubaustrecke ersetzt, seitdem wird die Brücke als Fußgängerbrücke genutzt, Brücke leicht im Bogen verlaufend. | 08992398 |
| Weitere Bilder                          | Meilenstein                                                          | Bahnhofstraße (Karte)               | nach 1858            | Stationsstein, verkehrsgeschichtlich von Bedeutung. Königlich-sächsischer Meilenstein, der Gliederung nach Stationsstein, aus rechteckiger Säule mit breitem, sockelartigem Unterteil, Rundbogenabschluss, Inschrift und Metallguss-Krone. | 09201754 |
| Direkt Bild zu diesem Denkmal hochladen | Fabrikgebäude einer ehemaligen Metallwarenfabrik                     | Gartenstraße 9 (Karte)              | um 1905              | Lang gestrecktes, markantes Fabrikgebäude mit bewegter Dachlandschaft, Fassade durch drei Risalite und Lisenen gegliedert, baugeschichtlich, industriegeschichtlich und ortsgeschichtlich bedeutend. Die 1879 gegründete Metallwarenfabrik Friedrich Wilhelm Kutscher jun. war die erste in Deutschland, die Ölkannen für Fabrikbetriebe, ganz besonders für Lokomotiven und Maschinen aller Art, als Spezialität herstellte. Neben der Produktion von Metalldruckteilen, gezogenen und geprägten Massenartikeln in jedem beliebigen Metall nach Muster und Zeichnung, nahm Kutscher 1904 auch die Produktion von Schokoladenformen auf. In einer eigenen galvanischen Anstalt wurde vernickelt, verkupfert und verzinnt. Ab 1905 vergrößerte Kutscher seinen Betrieb durch Kauf einer Fabrik von August Riecke in Deuben/Dresden. Hier wurden Formen und Maschinen zur Veredelung von Glasgegenständen hergestellt. Mit der 1908 gegründeten Schwarzenberger Porzellanfabrik Fr. W. Kutscher und Co. begann Obersachsenfeld die Produktion von Elfenbeinminiaturen mit Wappen und Ansichten. Insgesamt beschäftigte Kutscher etwa vierhundert Angestellte und Arbeiter. Heute noch ist den Schwarzenbergern der nach ihm benannte Kutschberg bekannt. | 09201701 |
| Direkt Bild zu diesem Denkmal hochladen | Wohnhaus in offener Bebauung                                         | Geschwister-Scholl-Straße 5 (Karte) | um 1930              | Zeittypischer Putzbau mit Eckturm und Walmdach, baugeschichtlich von Bedeutung. Zweigeschossiger Putzbau mit Eckturm mit Kegeldach, dort Gliederung durch Lisenen, sonst schlichte Fassade, im Obergeschoss Klappläden, originale Haustür, Walmdach mit Dachgaube. | 09201515 |
| Weitere Bilder                          | Wohn- und Geschäftshaus in offener Bebauung                          | Grünhainer Straße 4 (Karte)         | 1900                 | Repräsentativer Bau mit seitlich von Spitzhauben bekrönten Erkern, gegliederter Klinkerfassade, zwei Risaliten und hohem Mansarddach mit Giebeln sowie Gaupen, baugeschichtlich und stadtentwicklungsgeschichtlich bedeutsam. Soll nach dem Vorbild der Jägerkaserne in Dresden-Johannstadt entstanden sein. Ehemaliges großes Tor heute mittleres Schaufenster der Südseite. | 09201514 |
| Direkt Bild zu diesem Denkmal hochladen | Wohnhauszeile in offener Bebauung                                    | Grünhainer Straße 8; 8a (Karte)     | Ende 19. Jahrhundert | Aus drei Gebäudeteilen bestehender Putzbau mit gleichmäßiger Fassadengestaltung mit neogotischen Elementen, baugeschichtlich und ortsentwicklungsgeschichtlich von Bedeutung. Die beiden Kopfbauten mit übergiebeltem Mittelrisalit, Satteldach. | 09201749 |
| Direkt Bild zu diesem Denkmal hochladen | Ehemaliges Emaillierwerk (mit »Passage«, aber ohne jüngere Anbauten) | Grünhainer Straße 14 (Karte)        | um 1910              | Putzbau mit Reformstilelementen der Zeit um 1910, baugeschichtliche, industriegeschichtliche und ortsgeschichtliche sowie städtebauliche Bedeutung, Besonderheiten vor allem bezüglich des Tragwerks. Dreigeschossiger Tragwerksbau mit massiver Putzfassade, verbundene Baukörper mit geneigten Dächern, Schauseite zur Grünhainer Straße mit zwei Seitenrisaliten, darin Treppenhäuser, Fenstersprossungen leidlich (Kunststoff) erneuert, Treppenhaus mit originalen Details. Im Nordosten angebaute „Passage“ mit interessanter Stahlbeton-Bogenkonstruktion. | 09201569 |
|                                         | Hotel in offener Bebauung                                            | Grünhainer Straße 24 (Karte)        | 1911                 | Repräsentatives, neoklassizistisch gestaltetes Hotelgebäude, baugeschichtlich bedeutsam. | 09201512 |
| Direkt Bild zu diesem Denkmal hochladen | Verwaltungsgebäude der Sächsischen Unionsbrauerei                    | Heinrich-Heine-Straße 2 (Karte)     | um 1900              | Putzbau mit mittigem Zwerchhaus, Gliederung der Putzfassade durch Klinkerlisenen und Zahnschnittfriese, industriegeschichtlich und ortsgeschichtlich von Belang. | 09201510 |
| Direkt Bild zu diesem Denkmal hochladen | Mietshaus in offener Bebauung                                        | Heinrich-Heine-Straße 3 (Karte)     | vermutlich um 1915   | Zeittypischer Putzbau, baugeschichtlich von Bedeutung. Zweigeschossiger Putzbau, Gliederung der Fassade durch mittigen Eingangsbereich, Putzspiegel unter den Fenstern, Mansarddach mit zwei seitlichen kräftigen Zwerchhäusern mit halbrundem Abschluss, im Treppenhaus Bleiglasfenster. | 09201509 |
| Direkt Bild zu diesem Denkmal hochladen | Wohnhaus in offener Bebauung mit Einfriedung                         | Robert-Koch-Straße 1 (Karte)        | um 1925              | Putzbau mit seitlichen Ausluchten und Walmdach mit Zwerchhaus, baugeschichtlich von Bedeutung. Zweigeschossiger Putzbau, Gliederung der Fassade durch seitliche Ausluchten, die beiden mittigen Fenster in Obergeschoss mit Klappläden, Walmdach mit kräftigem Zwerchhaus mit Dreiecksgiebel. | 09201521 |
| Direkt Bild zu diesem Denkmal hochladen | Fabrikantenvilla                                                     | Robert-Koch-Straße 18 (Karte)       | bezeichnet 1904      | Repräsentative Fabrikantenvilla mit Eckturm, Giebeln, Balkonen und überdachtem Eingangsbereich, im Neo-Stil der Deutschen Renaissance errichtet, baugeschichtlich, künstlerisch, ortsgeschichtlich und stadtentwicklungsgeschichtlich bedeutend. | 09201511 |
| Direkt Bild zu diesem Denkmal hochladen | Wohnhaus in offener Bebauung                                         | Straße der Einheit 18 (Karte)       | 1930er Jahre         | Zeittypischer Putzbau, baugeschichtlich von Bedeutung. | 09201504 |
|                                         | Sowjetisches Ehrenmal, mit gärtnerischer Schmuckgestaltung           | Straße der Einheit 20 (bei) (Karte) | 1955                 | Anlage aus Stufenpodest und Stele, Denkmal mit Inschrifttafeln, Relief eines Rotarmisten und Sowjetstern, gestalterisch markante Gedächtnisstätte, vor allem von geschichtlicher Bedeutung. | 09201503 |
| Direkt Bild zu diesem Denkmal hochladen | Wohnhaus in halboffener Bebauung und Ecklage                         | Weidauer Straße 3 (Karte)           | um 1900              | Putzbau mit historisierender Fassadengestaltung, baugeschichtlich und städtebaulich von Bedeutung. Zweigeschossiger Bau mit Eckaufbau (drittes Geschoss), Putzfassade, im Erdgeschoss genutet, Wand-Öffnungs-Verhältnis intakt, war Café (siehe zeitgenössische Aufschrift am Aufbau), Rückseite mit einem originalen Kreuzstockfenster, innen originale Wohnungstüren. | 09201570 |
| Direkt Bild zu diesem Denkmal hochladen | Mietshaus in offener Bebauung                                        | Weidauer Straße 7 (Karte)           | um 1910              | Fassade im Reformstil der Zeit um 1910, baugeschichtlich von Bedeutung. | 09201698 |
| Direkt Bild zu diesem Denkmal hochladen | Mietshaus in halboffener Bebauung                                    | Weidauer Straße 9 (Karte)           | um 1910              | Fassade im Reformstil der Zeit um 1910, baugeschichtlich von Bedeutung. | 09201699 |
| Direkt Bild zu diesem Denkmal hochladen | Mietshaus in halboffener Bebauung und Ecklage                        | Weidauer Straße 12 (Karte)          | um 1910              | Repräsentativer Putzbau im Reformstil der Zeit um 1910, baugeschichtlich und städtebaulich von Bedeutung. In Flur und Treppenhaus originale Jugendstil-Ausstattung mit Türen, Fußböden, Geländer usw. | 09201519 |

## Neuwelt
| Bild                                    | Bezeichnung                                       | Lage                               | Datierung                 | Beschreibung | ID       |
| --------------------------------------- | ------------------------------------------------- | ---------------------------------- | ------------------------- | --- | -------- |
| Weitere Bilder                          | Emmauskirche mit Ausstattung                      | Emmauskirchplatz 1 (Karte)         | bezeichnet 1900–1901      | Historisierende Emporenkirche mit Westturm und vollständig erhaltener qualitätvoller Jugendstilausstattung, architektonisch bedeutendes Zeugnis der neueren Kirchenbaukunst (besonders bemerkenswert die eindrucksvolle Jugendstilausmalung), baugeschichtlich und ortsgeschichtlich von Bedeutung. Der Turm zeigt eine Haube mit hoher Spitze, an den Seiten Strebepfeiler, das Portal mit Schweifgiebel bezeichnet, seitliche Treppenhäuser auch mit Schweifgiebeln, bezeichnet 1900–1901 im mittleren Chorfenster der Kirche. | 09201620 |
| Weitere Bilder                          | Denkmal für die Gefallenen des Ersten Weltkrieges | Emmauskirchplatz 1 (Karte)         | Nach 1920                 | Ortsgeschichtliche Bedeutung, neben der Toreinfahrt aus Rochlitzer Porphyrtuff | 09307448 |
| Direkt Bild zu diesem Denkmal hochladen | Wohnhaus mit Einfriedung                          | Friedrich-Engels-Straße 31 (Karte) | um 1905                   | Zeittypischer Klinkerbau, baugeschichtlich von Bedeutung. Eingeschossiger Klinkerbau über Kellergeschoss mit Ecknutung, seitlicher Vorsprung der Fassade mit Obergeschoss, Kunststeingewände, Freigespärre im Giebel. | 09201622 |
| Direkt Bild zu diesem Denkmal hochladen | Fabrikantenvilla                                  | Fritz-Reuter-Straße 11 (Karte)     | 1913                      | Repräsentatives, weitgehend im originalen Zustand erhaltenes Villengebäude mit Innenausstattung, als baukünstlerisch herausragendes Objekt der Villenarchitektur nach 1900 architekturhistorisch bedeutend, als Fabrikantenvilla bedeutend für die Ortsgeschichte. Innenausstattung (unter anderem Hallendiele) mit Täfelung, Türen, Farbglasfenstern, Stuckdekor, Marmorverkleidungen, alten Klinken, originalem Fußboden, Ziergittern usw., auch das Äußere sehr repräsentativ, Eingangszone, Palladiomotiv, und so weiter. | 09201599 |
| Direkt Bild zu diesem Denkmal hochladen | Wohnhaus                                          | Fritz-Reuter-Straße 25 (Karte)     | bezeichnet 1904           | Repräsentativer Klinkerbau mit Mittelrisalit und aufwändig gestalteter Fassade, baugeschichtlich und baukünstlerisch von Bedeutung. Wirkung der Fassade beruht auf Verwendung verschiedenfarbigen Klinkermaterials (rot für die Wandflächen, grün für die Bögen über den Fenstern und das Etagen- sowie Traufprofil). | 09201600 |
| Direkt Bild zu diesem Denkmal hochladen | Villa mit Villengarten und Einfriedung            | Fritz-Reuter-Straße 27 (Karte)     | 1908                      | Weitgehend ursprünglich erhaltene Jugendstilvilla des Fabrikanten Hartmann, repräsentativer Putzbau mit architekturhistorischer und baukünstlerischer Bedeutung, zudem bedeutend für die Ortsgeschichte. Architektonische Gestaltung sehr reich mit Anbauten, Erkern, den originalen Fenstern, Fenstergittern, repräsentativem Eingangsbereich aus Treppenaufgang vor säulengetragenem Balkon und originaler Eingangstür usw., Dachaufbauten, Turm, innen großer Teil der originalen Ausstattung mit Türen, Stuckdekor, Farbglasfenstern, geschliffenem Glas, Öfen usw. | 09201601 |
| Direkt Bild zu diesem Denkmal hochladen | Villa mit Einfriedung                             | Fritz-Reuter-Straße 29 (Karte)     | 1902                      | Repräsentativer, historisierender Klinkerbau mit reicher Fassadengestaltung, baugeschichtlich und baukünstlerisch von Bedeutung. Klinker-Sandsteinbau mit Risaliten, Schweifgiebel und Dreiecksgiebel, Eckbetonung, Loggien (im Obergeschoss mit künstlerisch bemerkenswerter Verkleidung usw.), erbaut im Stil der Deutschen Neorenaissance. | 09201602 |
| Direkt Bild zu diesem Denkmal hochladen | Villa mit Villengarten und Einfriedung            | Fritz-Reuter-Straße 31 (Karte)     | nach 1900                 | Weitgehend ursprünglich erhaltene, baukünstlerisch repräsentative Fabrikantenvilla, architektonisch und künstlerisch bedeutend sowie bedeutend für die Ortsgeschichte. Die Gartenseite mit Treppenanlage, Balkon usw. beinahe repräsentativer als Vorderfront, Historismusvilla mit neobarocken und Jugendstilelementen (Farbglasfenster), Gitter. | 09201603 |
| Direkt Bild zu diesem Denkmal hochladen | Wohnhaus                                          | Fritz-Reuter-Straße 33 (Karte)     | bezeichnet 1905           | Repräsentativer Klinkerbau mit überhöhtem Mittelrisalit mit Zwerchhaus, baugeschichtlich von Bedeutung. | 09201604 |
| Direkt Bild zu diesem Denkmal hochladen | Wohnhaus                                          | Fritz-Reuter-Straße 34 (Karte)     | 2. Hälfte 19. Jahrhundert | Einer der wenigen Fachwerkbauten von Neuwelt, Zeugnis der Volksbauweise, baugeschichtlich von Bedeutung. Vollständige Fachwerkkonstruktion, Erdgeschoss aus massivem Bruchstein, Segmentbogenportal. | 09201605 |
| Direkt Bild zu diesem Denkmal hochladen | Mietshaus in halboffener Bebauung                 | Fritz-Reuter-Straße 36             | um 1905                   | Zeittypische Klinkerfassade mit überhöhtem Seitenrisalit, baugeschichtlich und städtebaulich von Bedeutung, zusammen mit Talstraße 19 bedeutend für das Ortsbild. | 09201719 |
| Direkt Bild zu diesem Denkmal hochladen | Vier Mehrfamilienwohnhäuser                       | Gehringsberg 1; 3; 5; 7 (Karte)    | ab 1919                   | Zeugnis des erzgebirgischen Siedlungsbaus der 1920er bzw. 1930er Jahre, baukünstlerisch markant durch die wuchtigen steinsichtigen Erdgeschosszonen und Steildächer, in dieser Hanglage auch bedeutend für das Ortsbild. Einzeldenkmale der Sachgesamtheit Siedlung Gehringsberg: (siehe auch Sachgesamtheit 09305995, gleiche Anschrift) Anlage bestehend aus Haupttrakt, eingeschossigen Verbindungsbauten und zwei Kopfbauten, Teil einer kleinen Siedlung am Geringsberg. | 09201606 |
| Direkt Bild zu diesem Denkmal hochladen | Sachgesamtheit Siedlung Gehringsberg              | Gehringsberg 1; 3; 5; 7 (Karte)    | ab 1919                   | Zeugnis des erzgebirgischen Siedlungsbaus der 1920er bzw. 1930er Jahre. Sachgesamtheit mit folgenden Einzeldenkmalen: - vier Mehrfamilienwohnhäuser (siehe Einzeldenkmal 09201606, gleiche Anschrift), - Doppelwohnhaus (siehe Einzeldenkmal 09201610, Gehringsberg 2, 4), - Doppelwohnhaus (siehe Einzeldenkmal 09201611, Gehringsberg 6, 8), - Doppelwohnhaus (siehe Einzeldenkmal 09201607, Gehringsberg 9, 11), - Doppelwohnhaus (siehe Einzeldenkmal 09201612, Gehringsberg 10, 12), - Doppelwohnhaus (siehe Einzeldenkmal 09201608, Gehringsberg 13, 15), - Doppelwohnhaus (siehe Einzeldenkmal 09201613, Gehringsberg 14, 16), - Doppelwohnhaus (siehe Einzeldenkmal 09201609, Gehringsberg 17, 19), - Doppelwohnhaus (siehe Einzeldenkmal 09201614, Gehringsberg 18, 20). | 09305995 |
| Direkt Bild zu diesem Denkmal hochladen | Doppelwohnhaus                                    | Gehringsberg 2; 4 (Karte)          | ab 1919                   | Teil einer kleinen Siedlung am Gehringsberg, Zeugnis des erzgebirgischen Siedlungsbaus der 1920er bzw. 1930er Jahre, baukünstlerisch markant durch die wuchtigen steinsichtigen Erdgeschosszonen und Steildächer, in dieser Hanglage auch bedeutend für das Ortsbild. Einzeldenkmal der Sachgesamtheit Siedlung Gehringsberg: (siehe auch Sachgesamtheit 09305995, Gehringsberg 1, 3, 5, 7) | 09201610 |
| Direkt Bild zu diesem Denkmal hochladen | Doppelwohnhaus                                    | Gehringsberg 6; 8 (Karte)          | ab 1919                   | Teil einer kleinen Siedlung am Gehringsberg, Zeugnis des erzgebirgischen Siedlungsbaus der 1920er bzw. 1930er Jahre, baukünstlerisch markant durch die wuchtigen steinsichtigen Erdgeschosszonen und Steildächer, in dieser Hanglage auch bedeutend für das Ortsbild. Einzeldenkmal der Sachgesamtheit Siedlung Gehringsberg: (siehe auch Sachgesamtheit 09305995, Gehringsberg 1, 3, 5, 7) | 09201611 |
| Direkt Bild zu diesem Denkmal hochladen | Doppelwohnhaus                                    | Gehringsberg 9; 11 (Karte)         | ab 1919                   | Teil einer kleinen Siedlung am Gehringsberg, Zeugnis des erzgebirgischen Siedlungsbaus der 1920er bzw. 1930er Jahre, baukünstlerisch markant durch die wuchtigen steinsichtigen Erdgeschosszonen und Steildächer, in dieser Hanglage auch bedeutend für das Ortsbild. Einzeldenkmal der Sachgesamtheit Siedlung Gehringsberg: (siehe auch Sachgesamtheit 09305995, Gehringsberg 1, 3, 5, 7) | 09201607 |
| Direkt Bild zu diesem Denkmal hochladen | Doppelwohnhaus                                    | Gehringsberg 10; 12 (Karte)        | ab 1919                   | Teil einer kleinen Siedlung am Gehringsberg, Zeugnis des erzgebirgischen Siedlungsbaus der 1920er bzw. 1930er Jahre, baukünstlerisch markant durch die wuchtigen steinsichtigen Erdgeschosszonen und Steildächer, in dieser Hanglage auch bedeutend für das Ortsbild. Einzeldenkmal der Sachgesamtheit Siedlung Gehringsberg: (siehe auch Sachgesamtheit 09305995, Gehringsberg 1, 3, 5, 7) | 09201612 |
| Direkt Bild zu diesem Denkmal hochladen | Doppelwohnhaus                                    | Gehringsberg 13; 15 (Karte)        | ab 1919                   | Teil einer kleinen Siedlung am Gehringsberg, Zeugnis des erzgebirgischen Siedlungsbaus der 1920er bzw. 1930er Jahre, baukünstlerisch markant durch die wuchtigen steinsichtigen Erdgeschosszonen und Steildächer, in dieser Hanglage auch bedeutend für das Ortsbild. Einzeldenkmal der Sachgesamtheit Siedlung Gehringsberg: (siehe auch Sachgesamtheit 09305995, Gehringsberg 1, 3, 5, 7) | 09201608 |
| Direkt Bild zu diesem Denkmal hochladen | Doppelwohnhaus                                    | Gehringsberg 14; 16 (Karte)        | ab 1919                   | Teil einer kleinen Siedlung am Gehringsberg, Zeugnis des erzgebirgischen Siedlungsbaus der 1920er bzw. 1930er Jahre, baukünstlerisch markant durch die wuchtigen steinsichtigen Erdgeschosszonen und Steildächer, in dieser Hanglage auch bedeutend für das Ortsbild. Einzeldenkmal der Sachgesamtheit Siedlung Gehringsberg: (siehe auch Sachgesamtheit 09305995, Gehringsberg 1, 3, 5, 7) | 09201613 |
| Direkt Bild zu diesem Denkmal hochladen | Doppelwohnhaus                                    | Gehringsberg 17; 19 (Karte)        | ab 1919                   | Teil einer kleinen Siedlung am Gehringsberg, Zeugnis des erzgebirgischen Siedlungsbaus der 1920er bzw. 1930er Jahre, baukünstlerisch markant durch die wuchtigen steinsichtigen Erdgeschosszonen und Steildächer, in dieser Hanglage auch bedeutend für das Ortsbild. Einzeldenkmal der Sachgesamtheit Siedlung Gehringsberg: (siehe auch Sachgesamtheit 09305995, Gehringsberg 1, 3, 5, 7) | 09201609 |
| Direkt Bild zu diesem Denkmal hochladen | Doppelwohnhaus                                    | Gehringsberg 18; 20 (Karte)        | ab 1919                   | Teil einer kleinen Siedlung am Gehringsberg, Zeugnis des erzgebirgischen Siedlungsbaus der 1920er bzw. 1930er Jahre, baukünstlerisch markant durch die wuchtigen steinsichtigen Erdgeschosszonen und Steildächer, in dieser Hanglage auch bedeutend für das Ortsbild. Einzeldenkmal der Sachgesamtheit Siedlung Gehringsberg: (siehe auch Sachgesamtheit 09305995, Gehringsberg 1, 3, 5, 7) | 09201614 |
| Weitere Bilder                          | Gedeckte Holzbrücke über das Schwarzwasser        | Hammerstraße (Karte)               | 1732                      | Zeugnis früherer Holzkonstruktion und Zimmermannskunst, zudem Dokument für die Verkehrsgeschichte, baugeschichtlich und verkehrsgeschichtlich bedeutend, auch landschaftsgestalterisch von Belang. | 09201577 |
| Direkt Bild zu diesem Denkmal hochladen | Wohnhaus in offener Bebauung                      | Hammerstraße 1 (Karte)             | bezeichnet 1832           | Lang gestrecktes Fachwerkgebäude mit Krüppelwalmdach, als Beispiel ländlicher Architektur baugeschichtlich von Wert sowie ortsgeschichtlich bedeutend. Gut bereits 1546 als „Friedels Gut“ erwähnt, der bedeutende Blechhammer Untersachsenfeld (Blechkompanie) lag benachbart (nach 1500 angelegt), um 1970 Pappenfabrik. Hammergut als solches noch 1846 erwähnt. | 09201576 |
| Weitere Bilder                          | Schule mit Treppenanlage und Einfriedung          | Lutherstraße 21 (Karte)            | um 1925                   | Gestalterisch hervorgehobener Schulbau der 1920er Jahre, als Bau des erzgebirgischen Expressionismus durchgehend original erhalten, architekturhistorisch bedeutend, bedeutend für die Ortsgeschichte und künstlerisch bedeutend. - Schule: Dreigeschossiger, repräsentativer Schulbau mit Dreiecksgiebel, leicht abgewinkeltem Anbau, bekröntem Treppenturm, steinsichtiger Vorhalle, Spitzbogenöffnungen im Erdgeschoss, originalem Putz (Art Kammputz, dunkelgrün eingefärbt), originale Details im Eingangsbereich: Türen und Gewände, - Einfriedung: Entlang der östlichen und südöstlichen Grundstücksgrenze Holzlattenzaun mit Sockel und Pfeilern aus Bruchstein (Granit).                                                                                                | 09201615 |
| Direkt Bild zu diesem Denkmal hochladen | Wohnhaus in offener Bebauung                      | Talstraße 9 (Karte)                | um 1905                   | Markante, historisierende Klinkerfassade, baugeschichtlich und ortsbildprägend von Bedeutung. | 09201618 |
| Direkt Bild zu diesem Denkmal hochladen | Wohnhaus in offener Bebauung                      | Talstraße 17                       | um 1905                   | Zeittypischer Klinkerbau mit überhöhtem Mittelrisalit, in den Giebeln Freigespärre, baukünstlerisch bedeutend und bedeutend für das Ortsbild. Zweigeschossiger Klinkerbau, sechs zu drei Achsen, übergiebelter Mittelrisalit mit Freigespärre, über den Fenstern Stuckornament, Krüppelwalmdach. | 09201617 |
| Direkt Bild zu diesem Denkmal hochladen | Mietshaus in halboffener Bebauung und Ecklage     | Talstraße 19 (Karte)               | um 1905                   | Zeittypische Klinkerfassade mit überhöhtem Seitenrisalit, baugeschichtlich und städtebaulich von Bedeutung, zusammen mit Fritz-Reuter-Straße 36 bedeutend für das Ortsbild (siehe auch dort). | 09201616 |

## Pöhla
| Bild                                    | Bezeichnung | Lage                                  | Datierung                        | Beschreibung | ID       |
| --------------------------------------- | --- | ------------------------------------- | -------------------------------- | --- | -------- |
| Weitere Bilder                          | Ehemaliges Hammerwerksgebäude und ein südwestlich über Eck anschließendes Nebengebäude | Am Pfeilhammer 1a (Karte)             | Mitte 19. Jahrhundert            | Schlichte, im äußeren Erscheinungsbild leicht überformte Putzbauten von ortsgeschichtlicher und technikgeschichtlicher Bedeutung. Einzeldenkmale der Sachgesamtheit Pfeilhammer: (siehe auch Sachgesamtheit 09306095) - Hammerwerksgründung 1525, Hammerwerksgebäude: Eingeschossig, 13 Achsen, Putzbau, Satteldach, in Hausmitte Zwerchhaus mit Dachreiter, Eingangsbereich verändert, Umbau Rundbogenfenster zu Rechteckfenstern, - Nebengebäude: Südwestlich des Hammerwerksgebäudes über Eck gelegen, eingeschossiger Putzbau mit flachgeneigtem Satteldach auf längsrechteckigem Grundriss, mit dem Hauptgebäude einen einheitlichen Baukomplex bildend, Rundbogenfensteröffnungen zum Teil mit originalen Fenstern. | 09286572 |
| Weitere Bilder                          | Sachgesamtheit Pfeilhammer | Am Pfeilhammer 1a; 3; 4; 5; 6 (Karte) | 16.–19. Jahrhundert              | Ehemaliges Hammerwerk, bemerkenswert erhaltenes Gebäude-Ensemble mit baugeschichtlicher, ortsgeschichtlicher und technikgeschichtlicher Bedeutung. Sachgesamtheit Pfeilhammer mit folgenden Einzeldenkmalen: - Ehemaliges Hammerwerksgebäude und ein südwestlich über Eck anschließendes Nebengebäude (siehe Einzeldenkmal 09286572, Am Pfeilhammer 1a), - Wohnhaus (siehe Einzeldenkmal 09286577, Am Pfeilhammer 3), - Wohnhaus (mit Sitznischenportal), anschließendes Stallgebäude und winklige Scheune eines ehemaligen Vierseithofes (siehe Einzeldenkmal 09286636, Am Pfeilhammer 4), - Ehemaliges Hammerherrenhaus mit südlichem Anbau sowie Einfriedungsmauer (siehe Einzeldenkmal 09286637, Am Pfeilhammer 5) und - Begrenzungshecke (Gartendenkmal), Am Pfeilhammer 6 (kein Einzeldenkmal) 1525 Hammerwerksgründung. Einfriedungsmauer aus Bruchsteinmauerwerk (Trockenmauer) entlang der südwestlichen Grundstücksgrenze, entlang der westlichen und nordwestlichen Grundstücksgrenze, Reste einer ehemals geschnittene Buchenhecke (Fagus sylvatica, Gartendenkmal). | 09306095 |
| Weitere Bilder                          | Wohnhaus | Am Pfeilhammer 3                      | um 1800                          | Traditionelles Fachwerkhaus von baugeschichtlicher, ortsgeschichtlicher und ortsbildprägender von Bedeutung. Einzeldenkmal der Sachgesamtheit Pfeilhammer: (siehe auch Sachgesamtheit 09306095) Zweigeschossig, Erdgeschoss massiv – verändert: unter anderem Türportal entfernt, Obergeschoss Fachwerk – ein Giebel massiv, Satteldach. | 09286577 |
| Weitere Bilder                          | Wohnhaus (mit Sitznischenportal), anschließendes Stallgebäude und winklige Scheune eines ehemaligen Vierseithofes                                                                                                   | Am Pfeilhammer 4 (Karte)              | um 1580 (Portal)                 | Ländliches Gebäudeensemble mit baugeschichtlicher und hausgeschichtlicher und ortsgeschichtlicher Bedeutung. Einzeldenkmale der Sachgesamtheit Pfeilhammer: (siehe auch Sachgesamtheit 09306095) Wohnhaus: Sitznischenportal (zweite Hälfte 16. Jahrhundert) an Giebelseite, gleiche Giebelseite im Erdgeschoss massiv, Dachgeschoss Fachwerk, über Portal Eisenkunstgussplatte mit Wappen bezeichnet „I. H. von E“ (Elterlein) und „1687“, südliche Traufseite Stichbogenportal mit Schlussstein und Haustür Ende 18. Jahrhundert – Holz, zweiflüglig mit gesprosstem Oberlicht, nördlich des Hauses gestaffelt angeordnet Stallgebäude und Scheunen – massive Putzbauten. | 09286636 |
| Weitere Bilder                          | Ehemaliges Hammerherrenhaus mit südlichem Anbau sowie Einfriedungsmauer | Am Pfeilhammer 5 (Karte)              | 1802–1806, bezeichnet 1804       | Über dem Tal aufragender schlossartiger Putzbau mit hohem Mansardwalmdach, von baugeschichtlicher und ortsgeschichtlicher Bedeutung. Einzeldenkmale der Sachgesamtheit Pfeilhammer: (siehe auch Sachgesamtheit 09306095) - Hammerherrenhaus: nach Brand neu errichtet, dreigeschossiger Putzbau, Mittelachsen bzw. an Nordseite zwei mal zwei Achsen betont durch Dacherker mit Dreiecksgiebeln, streng gegliederte Fassade mit Rechteckfenstern, Eingang mit Stichbogenportal mit Ohrung und Schlussstein, dieser mit Wappenbezeichnet „1804“, darunter Steintafel mit Inschrift: „Um Mitternacht vom 29. zum 30. Mai 1802 wurden durch die zuerst entzündete Staabhütte säm(m)tliche Wohn- und Wirtschaftsgebäude auf hiesigem Hof nebst Brau- und Brantweinhaus mit Mobilien und Vorräthen ein Raub der Flam(m)en und durch die Zim(m)ermstr. L. Gros und C. F. Gros und Maurermstr. C. F. Schubert in 5 Jahren bis 1806 wieder erbaut v. C. H. v. E.“, klassizistische Haustür mit floralem Dekor, große gewölbte Eingangshalle mit repräsentativem Treppenhaus mit Kreuzgewölbe im Obergeschoss, - Südseite: Dreigeschossiges Gebäude mit Rundbogenarkaden im Erdgeschoss, Satteldach, Zwerchhaus. - Einfriedung: Bruchsteinmauer aus Trockenmauerwerk entlang der südwestlichen, südlichen und südöstlichen Grenze des Gartens, Pforte und zweiläufige Treppe im Osten, Zufahrt im Westen. | 09286637 |
| Weitere Bilder                          | Kirche mit angebautem Pfarrhaus, zwei Kriegerdenkmale vor dem Pfarrhaus und Gedenkstein auf dem Friedhof | Bauernweg 12 (Karte)                  | 1933                             | Von ortsbildprägender und ortsgeschichtlicher Bedeutung. Einzeldenkmale der Sachgesamtheit Lutherkirche, Pfarrhaus und Kirchhof Pöhla: (siehe auch Sachgesamtheit 09305996, gleiche Anschrift) - Kirche: Kleine Saalkirche, sachlicher, dem Heimatstil verpflichteter Bau, Südseite Turm mit hohem Pyramidendach, auch im Inneren sehr schlicht, Altarraum mit großem dreiteiligen Buntglasfenster mit Darstellung des Auferstandenen und zweier Engelsfiguren von K. Eberhard, Dresden, im Süden Orgelempore mit Schmeisserorgel von 1934, Altar und Taufe aus Hilbersdorfer Porphyrtuff, am Kircheneingang (Nordseite) Inschrifttafel: „Erbaut zur Ehre Gottes im Jahre des Herrn 1933“ sowie Bronzetür zweiflüglig – Erster Flügel mit Medaillon mit Inschrift: „Eine feste Burg ist unser Gott“, zweiter Flügel mit Medaillon mit Porträt von Martin Luther. - Kriegerdenkmale: Deutsch-Französischer Krieg und Erster Weltkrieg auf Freifläche vor Pfarrhaus. - Gedenkstein: Mit Christusdarstellung auf dem Friedhof. | 09286949 |
| Weitere Bilder                          | Sachgesamtheit Kirche mit angebautem Pfarrhaus, zwei Kriegerdenkmale vor dem Pfarrhaus und Gedenkstein auf dem Friedhof sowie Kirchhof (Gartendenkmal), außerdem Friedhof mit Friedhofstor als Sachgesamtheitsteile | Bauernweg 12 (Karte)                  | 1933                             | Von ortsbildprägender und ortsgeschichtlicher Bedeutung. Sachgesamtheit Lutherkirche, Pfarrhaus und Kirchhof Pöhla mit folgenden Einzeldenkmalen: (siehe Einzeldenkmal 09286949, gleiche Anschrift) - Kirchhof: In Terrassen angelegte Grünanlage um die Kirche, obere Ebene um die Kirche: Gartenflächen westlich des Gebäudes durch geschnittene Hainbuchen-Hecken (Carpinus betulus) eingefasst, nordwestlich der Kirche prägende Stiel-Eiche (Quercus robur), südwestlich des Gebäudes Kriegerdenkmale 1870/1871 und Erster Weltkrieg, südlich des Pfarrhauses Nutzgarten, an den Süd- und Westfassaden Lattenwerk, Höhenunterschied von der oberen östlichen zur unteren westlichen Ebene durch Böschung abgefangen, westlich der Kirche Treppe mit Wangen aus abgetrepptem Bruchsteinmauerwerk zum Haupteingang der Kirche führend, östliche Gartengrenze ebenfalls durch geschnittene Hainbuchen-Hecken (Carpinus betulus) eingefriedet, in der Südwest-Ecke bastionsartiger Sitzplatz mit Stützmauer aus Bruchsteinmauerwerk und Holzlattenzaun sowie Trauer-Esche (Fraxinus excelsior 'Pendula'), auf der unteren zwei weitere Altbäume: Winter-Linde (Tilia cordata) und Sommer-Linde (Tilia platyphyllos) sowie Rhododendron. - Friedhof: Geometrisch angelegt mit zentralem Wegekreuz, im Zentrum der mittigen Wegekreuzung mächtige Winter-Linde (Tilia cordata), im Norden Friedhofstor mit Torpfeilern aus Bruchsteinmauerwerk und Kreuz bekrönt und dreiteiligem Ziergitter sowie zwei Rosskastanien (Aesculus hippocastanum) als Torbäume, in der Nordost- und Südost-Ecke des Friedhofs je ein Rotblättriger Spitz-Ahorn (Acer platanoides 'Schwedleri'), im Süden Brunnen bezeichnet „1937“ sowie Gedenkstein mit Christusfigur. | 09305996 |
| Direkt Bild zu diesem Denkmal hochladen | Wohnstallhaus, Seitengebäude und Einfriedungsmauer mit Pforte eines Zweiseithofes | Hauptstraße 6 (Karte)                 | bezeichnet 1787                  | Geschlossen erhaltenes Bauensemble in Fachwerkbauweise von baugeschichtlicher und städtebaulicher Bedeutung. - Wohnhaus und Seitengebäude: Giebelständig zur Straße stehend, zwischen beiden Einfriedungsmauer mit Pforte sowie hölzerner Übergang im Obergeschoss an der Talseite zwischen beiden Häusern, Hof war früher Handwerkshof, Wohnhaus giebelseitig erweitert, Satteldach, im Obergeschoss Stuckdecken, schöner Treppenaufgang, großes Kellergewölbe, profiliertes hölzernes Kranzgesims, - Seitengebäude/Nordseite: Erdgeschoss massiv, Obergeschoss Fachwerk, Satteldach, gepflasterter Hof, Inschrift mit Bauzeit über dem Tor des Wohnhauses. | 09286945 |
| Direkt Bild zu diesem Denkmal hochladen | Wohnstallhaus, Seitengebäude, Scheune sowie Schuppen eines Bauernhofes | Hauptstraße 7 (Karte)                 | um 1700                          | Bildprägendes Ensemble, Wohnstallhaus stattlicher Fachwerkbau von baugeschichtlicher, hausgeschichtlicher und ortsbildprägender Bedeutung. Wohnstallhaus: giebelständig, zwei Gebäudeteile – älterer Teil um 1700, einriegelig mit aufgeblatteten Kopfstreben, profilierter Schwelle, zweite Haushälfte um 1800 mit einfachem Ständerfachwerk und Eckstreben, am älteren Hausteil noch Holzfenstereinfassungen, östlicher Giebel mit Heuaufzug, Satteldach, Aborterker an Hoftraufseite | 09286935 |
| Direkt Bild zu diesem Denkmal hochladen | Gasthaus | Hauptstraße 32 (Karte)                | um 1885                          | Zeittypischer Putzbau mit übergiebeltem Mittelrisalit, ortsgeschichtlich und ortsbildprägend von Bedeutung. Zweigeschossiger, lang gestreckter Baukörper, achtachsig – davon zweiachsiger Mittelrisalit mit Dreieckgiebel und Rundfenster, Eingang mit Türportal und zweiflügliger Haustür mit Glaseinsätzen und Oberlicht, schlichte zeittypische Fenstergewände – am Mittelrisalit im Obergeschoss mit waagerechter Fensterverdachung, Giebel schmucklos, an einem Giebel Heuaufzug mit Luke, Satteldach. | 09286939 |
| Direkt Bild zu diesem Denkmal hochladen | Ehemalige Schmiede, später Wohnhaus mit Laden | Hauptstraße 41 (Karte)                | bezeichnet 1835                  | Zeittypisches Fachwerkhaus mit nachträglichem Ladenanbau von baugeschichtlicher Bedeutung. Hauptgebäude: zweigeschossig, traufständig, vier Achsen, Erdgeschoss massiv verputzt, Stichbogenportal mit Schlussstein, dieser bezeichnet „F. G. 1835“, Obergeschoss Fachwerk mit Gasbetonsteinen ausgefacht, hintere Traufseite Fachwerkerker im Obergeschoss (Gang und Abort), Satteldach, neben Haustür massiver Ladenanbau eingeschossig mit Blendgiebel und zwei Schaufenstern um 1900. | 09286940 |
| Direkt Bild zu diesem Denkmal hochladen | Ehemaliges Hammerherrenhaus (heute Gemeindeverwaltung) | Hauptstraße 43 (Karte)                | 18. Jahrhundert                  | Stattlicher Putzbau mit hohem Mansardwalmdach, baugeschichtlich und ortsgeschichtlich von Bedeutung. Zweigeschossig, hohes Mansardwalmdach mit Gaupen, dreigeschossige Mittelrisalite mit Segmentbogenfenstern in den Dreiecksgiebeln, im Inneren weiträumiges Treppenhaus und schlichte Stuckdecken, acht mal zehn Achsen, Geschichte: Großpöhlaer Hammer um 1400, Gebäude war Herrenhaus dieses Hammerwerkes, klassizistische Haustür mit floralen Dekorationen. | 09286941 |
| Direkt Bild zu diesem Denkmal hochladen | Fabrik- und Verwaltungsgebäude (Hauptgebäude) | Hauptstraße 55 (Karte)                | bezeichnet 1908 (Wetterfahne)    | Markanter Putzbau von ortsgeschichtlicher und ortsbildprägender Bedeutung. Zweigeschossig, sieben mal vier Achsen, Putzbau, Krüppelwalmdach mit Dachreiter, Dacherker und Schleppgauben, im Erdgeschoss zwei große, nachträglich eingebaute Tore (Ansicht beeinträchtigt), an hinterer Traufseite schließt eingeschossige Fabrikhalle mit Blendgiebel und großen Rechteckfenstern an. | 09286942 |
| Direkt Bild zu diesem Denkmal hochladen | Wohnhaus | Ludwig-Jahn-Straße 2 (Karte)          | 18. Jahrhundert, eventuell älter | Zeit- und landschaftstypisches Fachwerkhaus von baugeschichtlichem und sozialgeschichtlichem Wert. Ein- sowie zweigeschossig durch Hanglage, Erdgeschoss oder Sockel massiv und verputzt, Obergeschoss Fachwerk, ein Giebelseite massiv, ein Giebeldreieck verbrettert, Satteldach ohne Ausbauten. | 09286943 |
| Direkt Bild zu diesem Denkmal hochladen | Ehemaliges Forsthaus mit zwei Nebengebäuden und Resten der Hofpflasterung | Ludwig-Jahn-Straße 13; 14; 15 (Karte) | 1900/1903                        | Zeitgleich entstandenes Gebäudeensemble von baugeschichtlicher und ortsgeschichtlicher Bedeutung. - Forsthaus/Wohnhaus: Zweigeschossiger Putzbau, fünf mal drei Achsen (mittlere Achse unter anderem Zwillingsfenster), Hofseite repräsentativ ausgebildet mit dreigeschossigem Mittelrisalit mit Walmdach, Dach vorkragend auf verzierten Konsolen, Fenster und Türen mit Kunststeineinfassungen, Rauputz aus der Entstehungszeit, überdachte Terrasse mit massiver Brüstung, - Nebengebäude: Ähnliche Gestaltung, eingeschossig mit Drempel, Drempel verbrettert, Walmdächer. | 09286944 |
| Direkt Bild zu diesem Denkmal hochladen | Wohnhaus | Mitteldorf 27 (Karte)                 | um 1800                          | Zweigeschossiger massiver Putzbau mit steilem Krüppelwalmdach, wohl ursprünglich Fachwerk-Haus, ländliches Gebäude an bildprägender Stelle, städtebauliche und baugeschichtliche Bedeutung. Mit Putzgliederungen, Korbbogenportal, intaktes Wand-Öffnungs-Verhältnis, Anbau über Eck. | 09306017 |
| Direkt Bild zu diesem Denkmal hochladen | Ehemalige Schule (heute Wohnhaus) | Schulanger 1 (Karte)                  | 1764, urkundlich                 | Regionaltypischer Fachwerkbau mit charakteristischem Dachreiter, baugeschichtlich und ortsgeschichtlich von Bedeutung. Erdgeschoss Bruchsteinmauerwerk verputzt, Obergeschoss Fachwerk verschiefert, Schiefer gedecktes Krüppelwalmdach mit polygonalem Dachreiter mit Uhr und Welscher Haube, im Erdgeschoss Natursteinfenstereinfassung, Hauseingang mit Stichbogen, an hinterer Traufseite Feuerwehrgarage mit Zwischenbau angefügt, im Erdgeschoss ursprünglich ein Klassenzimmer. | 09286946 |
| Direkt Bild zu diesem Denkmal hochladen | Schule | Schulplatz 1 (Karte)                  | 1905–1910                        | Markanter, das Ortsbild prägender Putzbau im Reform- und Heimatstil, von ortsgeschichtlicher und baugeschichtlicher Bedeutung. Zweigeschossiger Putzbau mit Mittelrisaliten und Mansardwalmdach, im Erdgeschoss Segmentbogenfenster, im Obergeschoss Rechteck-Zwillingsfenster, repräsentativ ausgebildeter Eingang mit Verdachung, diese unter anderem mit Würfelfries, Oberlicht durch massive Pfeiler geteilt – diese mit Vogeldarstellungen verziert, Zierfachwerk, sich nach oben verjüngender Uhrturm in Mitte des Daches mit Welscher Haube. | 09286948 |

## Rockelmann
| Bild                                    | Bezeichnung | Lage                                                      | Datierung | Beschreibung | ID       |
| --------------------------------------- | --- | --------------------------------------------------------- | --------- | --- | -------- |
| Direkt Bild zu diesem Denkmal hochladen | Freilichtbühne | Am Rockelmann                                             | 1934–1935 | Erbaut als Thing-Stätte der NS-Zeit mit Bühne und weitem Arena-Rund, prägnantes bauliches Zeugnis des Dritten Reiches, Architekt Ludwig Moshammer, baugeschichtlich und ortsgeschichtlich von Bedeutung. | 09201580 |
| Direkt Bild zu diesem Denkmal hochladen | Gedenkstein für Ernst Schneller                                                                                              | Bermsgrüner Straße (Karte)                                | 1958      | Granitfindling mit Inschrifttafel und VVN-Zeichen, zum Gedenken an den 1944 in Sachsenhausen ermordeten antifaschistischen Widerstandskämpfer Ernst Schneller, personengeschichtlich bedeutend. | 09201755 |
| Direkt Bild zu diesem Denkmal hochladen | Mehrfamilienhaus und Wohnhauszeile mit sechs Doppelwohnhäusern einer Wohnanlage sowie Einfriedungen                          | Bermsgrüner Straße 17; 19; 21; 23; 25; 27; 29; 31 (Karte) | um 1930   | Für das Erzgebirge typische Wohngebäude der zwanziger und dreißiger Jahre mit charakteristischem Bruchsteinmauerwerk, traditionell gestalteten Eingangstüren, Verschieferungen usw., baugeschichtlich von Bedeutung. | 09201704 |
| Weitere Bilder                          | Sachgesamtheit Rockelmannpark (Gartendenkmal) mit folgendem Einzeldenkmal: Denkmal für die Gefallenen des Ersten Weltkrieges | Erlaer Straße (Karte)                                     | 1934–1936 | Parkanlage einschließlich Wegesystem, raum- und strukturbildender Bepflanzung, kleinen Teichen, verschiedenen Baulichkeiten wie Brücken, Treppen usw., garten- und landschaftsgestalterisch qualitätvolle Parkanlage, weitgehend im ursprünglichen Zustand erhalten. Sachgesamtheit Rockelmannpark (Gartendenkmal) mit Einzeldenkmal: (siehe Einzeldenkmal 09305997, gleiche Anschrift) Landschaftlich gestaltete Parkanlage entlang des Alten Baches mit zwei Teichen (der größere mit Fontäne), Kaskade und Steinbogenbrücke, oberhalb des größeren Teiches kleiner inselartiger Aussichtsplatz mit bastionsartiger Stützmauer und mittig gepflanzter Silber-Linde (Tilia tomentosa), Am nördlichen Zugang Kriegerdenkmal für die Gefallenen des Ersten Weltkriegs, hier führt eine Baumreihe aus Linden (Tilia spec.) entlang des Hauptweges in den Park, Gelände von Südwesten nach Nordosten sowie zum Bacheinschnitt abfallen, Höhenunterschiede werden durch Stützmauern und mehrere kleine Treppen aus Granit überwunden, wertvoller Altgehölzbestand aus unter anderem Linde (Tilia spec.), Rot-Buche (Fagus sylvatica), Blut-Buche (Fagus sylvatica f. purpurea), Rot-Eiche (Quercus rubra), Hemlockstanne (Tsuga canadensis), Eibe (Taxus baccata) und Rhododendron. | 09201581 |
| Weitere Bilder                          | Denkmal für die Gefallenen des Ersten Weltkrieges                                                                            | Erlaer Straße (Karte)                                     | 1926      | Gestalterisch bemerkenswerte Anlage mit ortsgeschichtlicher Bedeutung. Einzeldenkmal der Sachgesamtheit Rockelmannpark: (siehe auch Sachgesamtheit 09201581, gleiche Anschrift) Die Anlage des Kriegerdenkmals besteht aus einer hohen Stele, einem gestaffelten, expressionistisch anmutenden Sockel und einer aufwendigen Treppenanlage, die sich am Fuße des Sockels gabelt und von beidseitigen Wangen zusammengehalten wird. Die Denkmalanlage wurde aus Bruchstein (Granit) errichtet und ist entlang der Treppen mit Rhododendren und Ziersträuchern bepflanzt. Die Anlage wurde 1924 eingeweiht. | 09305997 |

## Sachsenfeld
| Bild                                    | Bezeichnung | Lage                               | Datierung                  | Beschreibung | ID       |
| --------------------------------------- | --- | ---------------------------------- | -------------------------- | --- | -------- |
| Direkt Bild zu diesem Denkmal hochladen | Wohnhaus | Am Lehnberg 2                      | bezeichnet1889             | Regionaltypischer Fachwerkbau, baugeschichtlich von Bedeutung. Erdgeschoss massiv, Obergeschoss Fachwerk verschiefert, hinterer Anbau, Satteldach. | 09201523 |
| Weitere Bilder                          | Friedhofskapelle, Denkmal für die Gefallenen des Ersten Weltkrieges, drei Grabmale und Einfriedungsmauer einschließlich zweier Friedhofstore                                 | Am Schloßwald 20 (Karte)           | um 1920                    | Baulichkeiten architektonisch und ortsgeschichtlich von Wert, die Gräber künstlerisch bzw. orts- und personengeschichtlich von Belang. Einzeldenkmale der Sachgesamtheit Johannisfriedhof: (siehe auch Sachgesamtheit 09306097) - Kapelle: mit Anbau und barockisierender Kuppel bzw. Haube (um 1920), - Einfriedung: Entlang der nördlichen Friedhofsgrenze zum größten Teil Bruchsteinmauer aus Granit mit dachförmigem Abschluss, alle weiteren Grenzen mit Holzlattenzaun, - Zugänge: Je ein Zufahrtstor aus Granit mit Korbbogen und zweiflügligem Holzlattentor im Nordwesten sowie im Südwesten des Friedhofs, weitere Zufahrt mit neuem Ziergittertor im Osten des Friedhofs, - Kriegerdenkmal Erster Weltkrieg: Schlichter Granitfindling mit Kupferplatte mit den Namen der gefallenen Soldaten. Grabanlagen: - Grabanlage des Waschmaschinenfabrikanten Krauß (um 1933), - Grabmal mit sitzender weiblicher Figur (um 1925), - Riedelgrabmal (um 1925). | 09201520 |
| Weitere Bilder                          | Sachgesamtheit Friedhofskapelle, Denkmal für die Gefallenen des Ersten Weltkrieges, eine Grabanlage, zwei Grabmale und Einfriedungsmauer einschließlich zweier Friedhofstore | Am Schloßwald 20 (Karte)           | nach 1900                  | Waldfriedhof einschließlich seines geometrischen Wegesystems, seiner raum- und strukturbildender Bepflanzung sowie seines Bodenreliefs von landschaftsgestaltender Bedeutung, Baulichkeiten architektonisch und ortsgeschichtlich von Wert, die Gräber künstlerisch oder orts- und personengeschichtlich von Belang. Sachgesamtheit Johannisfriedhof mit folgenden Einzeldenkmalen: (siehe Einzeldenkmal 09201520) sowie Friedhofsgestaltung (Gartendenkmal) Bauliche Schutzgüter: - Gebäude: - Kapelle: mit Anbau und barockisierender Kuppel oder Haube (um 1920), - Einfriedung: Entlang der nördlichen Friedhofsgrenze zum größten Teil Bruchsteinmauer aus Granit mit dachförmigem Abschluss, alle weiteren Grenzen mit Holzlattenzaun, - Erschließung: - Zugänge: je ein Zufahrtstor aus Granit mit Korbbogen und zweiflügligem Holzlattentor im Nordwesten sowie im Südwesten des Friedhofs, weitere Zufahrt mit neuem Ziergittertor im Osten des Friedhofs - Wegesystem: symmetrisch aufgebautes, geometrisches Wegesystem mit wassergebundener Decke und Wegekanten aus Granit sowie Treppen aus Bruchstein (Granit), Hauptachse von der Kapelle im Osten zu einer absidenförmigen Bank im Westen führend, parallel dazu hufeisenförmig verlaufende an der Kapelle mündende Wege - Kriegerdenkmal Erster Weltkrieg: Schlichter Granitfindling mit Kupferplatte mit den Namen der gefallenen Soldaten, - Grabanlagen: - Grabanlage des Waschmaschinenfabrikanten Krauß (um 1933), - Grabmal mit sitzender weiblicher Figur (um 1925), - Riedelgrabmal (um 1925), - Vegetation: Wertvoller Gehölzbestand aus u. a. Winter-Linde (Tilia cordata), Stiel-Eiche (Quercus robur), Rosskastanie (Aesculus hippocastanum), Spitz-Ahorn (Acer pseudoplatanus), Wald-Kiefer (Pinus sylvestris), Schwarz-Kiefer (Pinus nigra), Colorado-Tanne (Abies concolor), Gemeine Fichte (Picea abies) und Rhododendron, - Sonstige Schutzgüter: - Bodenrelief: Gelände von Norden nach Süden abfallend, in fünf Ebenen terrassiert, durch Böschungen abgefangen, durch Treppen erschlossen, - Blickbeziehung: Innerhalb der Anlage Blickachse von der Steinbank zur Kapelle. | 09306097 |
| Direkt Bild zu diesem Denkmal hochladen | Doppelwohnhaus einer Siedlung | Clara-Zetkin-Straße 14; 16 (Karte) | um 1925                    | Original erhaltenes Sachsenfelder Arbeiter-Siedlungshaus mit Anbauten über dreieckigem Grundriss, bauliches Zeugnis des erzgebirgischen Expressionismus der 1920er und 1930er Jahre, baugeschichtlich von Bedeutung. Zweigeschossig, verbrettertes Obergeschoss, hohe Dreiecksgiebel, klare Mansarde, Dreiecksgaupen und Fensterläden. | 09201568 |
| Direkt Bild zu diesem Denkmal hochladen | Stiftsgebäude, Kapelle und Grabanlagen auf dem Stiftsfriedhof, heute Krankenhaus                                                                                             | Clara-Zetkin-Straße 72 (Karte)     | zwischen 1913 und 1915     | Ortsgeschichtlich bedeutsam. Einzeldenkmale der Sachgesamtheit Prinzeß-Marien-Stift: (siehe auch Sachgesamtheit 09305999, gleiche Anschrift) - Hauptgebäude mit dreigeschossiger Fassade, übergiebeltem Mittelrisalit und hohem ausgebautem Mansarddach, stilistisch: Neoklassizismus und Jugendstil, im Erdgeschoss Rundbogenfenster, im Inneren Teil der ursprünglichen Ausstattung und Pfortenhäuschen (wohl später – 1920/1930er Jahre), Gebäude zunächst als Erholungsheim für verwundete Soldaten genutzt, konzipiert als Waisenheim - Friedhofskapelle: spätere Nutzung als Totenhalle, - Waldfriedhof mit Parkanlage verbunden: 1916 erste Beisetzung und 1946 letzte Beisetzung, Steine aus Umgegend mit weißer Farbe beschriftet bzw. ursprünglich mit kleinen Schrifttafeln, umfasste ursprünglich rund 200 Grabstätten. | 09201572 |
| Weitere Bilder                          | Sachgesamtheit Ehemalige Stiftsanlage Prinzeß-Marien-Stift | Clara-Zetkin-Straße 72 (Karte)     | 1913–1915                  | Ehemalige Stiftsanlage mit repräsentativem, weithin sichtbarem Hauptgebäude, baugeschichtlich und ortsgeschichtlich von Bedeutung. Sachgesamtheit mit folgenden Einzeldenkmalen: - Stiftsgebäude, - Kapelle und Grabanlagen auf dem Stiftsfriedhof (siehe Einzeldenkmal 09201572, gleiche Anschrift) - Sowie dem umgebenden Garten mit Einfriedungsmauer und dem Stiftsfriedhof als Sachgesamtheitsteile - Garten: Im Norden durch Bruchsteinmauer eingefriedet, südwestlich des Gebäudes absidenartige Fläche mit geschnittener Hainbuchen-Hecke (Carpinus betulus) begrenzt, an der Südwestfassade des Gebäudes zwei Kugel-Ahorne (Acer pseudoplatanus 'Globosum') sowie geschnittener Hainbuchen-Hecke, südlich des Gebäudes Rosskastanie (Aesculus hippocastanum), - Friedhof: Waldfriedhof in drei Ebenen terrassiert, Friedhofskapelle oberhalb gelegen, unterste Ebene mit Baumreihe aus Linden (Tilia spec.) und mit geschnittener Hainbuchen-Hecke (Carpinus betulus) nach Südwesten hin abgegrenzt, mittlere Ebene mit Baumreihe aus Linden (Tilia spec.) bestanden, durch Böschungen abgefangen, oberste Ebene durch Stützmauer aus Bruchstein abgefangen. | 09305999 |
| Weitere Bilder                          | Herrenhaus eines Rittergutes sowie Stützmauern | Grünhainer Straße 32 (Karte)       | bezeichnet 1593 und später | Aus drei rechtwinklig zueinander stehenden Flügeln bestehendes, zweigeschossiges Herrenhaus, dominiert durch Rundturm mit Haube, gestalterischer Akzent mittels Kopie des ursprünglichen Renaissanceportals, baugeschichtlich bedeutend, zudem als ehemaliger Sitz des Landeshauptmanns der Ämter Schwarzenberg – Zwickau – Grünhain von besonderem ortshistorischem und landesgeschichtlichem Wert. An der Stelle des Rittergutes könnte sich etwa ab 1200 ein Wachturm als Teil eines Sicherheitssystems an der Passstraße zwischen Zwickau und dem Dreßnitzer Pass befunden haben. Der Rundturm des Rittergutes Sachsenfeld stammt aus dem 16. Jahrhundert. Der Ausbau zum Schloss oder Herrenhaus muss unter dem Besitzer Nicol Klinger um 1593 erfolgt sein. Im Jahre 1833 brannte das nunmehrige Schloss fast vollständig ab. Vom Renaissancebau blieben außer dem Treppenturm nur noch Reste erhalten. Letztere sollen schließlich noch einem Neubau zum Opfer gefallen sein. Der seither mit historisierenden Gestaltungselementen versehene Turm wurde 1961 erneuert und dabei versachlicht. | 09201724 |
| Direkt Bild zu diesem Denkmal hochladen | Wohnhaus | Mühlberg 1 (Karte)                 | um 1800                    | Markantes Fachwerkwohnhaus (leicht verändert) von baugeschichtlichem und städtebaulichem Wert. Zweigeschossiger, breit gelagerter Bau auf rechteckigem Grundriss, Erdgeschoss Bruchsteinmauerwerk verputzt, Sockel nachträglich mit glasierten Ziegeln verkleidet, nachträglicher Schaufenstereinbau, Stichbogenportal mit Schlussstein, Obergeschoss Fachwerk – einfache Konstruktion, eine Giebelseite Fachwerk teilweise durch Mauerwerk ersetzt, vier mal fünf Achsen. | 09247865 |
| Direkt Bild zu diesem Denkmal hochladen | Villa mit Einfriedung | Roter Mühlenweg 18 (Karte)         | um 1925                    | In dieser Form Beispiel der Villenarchitektur der 1920er Jahre, baugeschichtlich von Bedeutung. Mit rückwärtiger Veranda, Gestaltung schlicht, aber qualitätvoll, siehe Fenster und runder Vorbau, Einfriedung Lattenzaun, Sockel und Pfeilern (Bruchstein). | 09201563 |

## Vorstadt/Bärenackerweg
| Bild                                    | Bezeichnung                                                               | Lage                                 | Datierung                 | Beschreibung | ID       |
| --------------------------------------- | ------------------------------------------------------------------------- | ------------------------------------ | ------------------------- | --- | -------- |
| Weitere Bilder                          | Brücke über das Schwarzwasser, dazu steinerne Befestigung der beiden Ufer | Alte Annaberger Straße               | 1574                      | Steinbrücke mit zwei gewölbten Bögen und starkem Mittelpfeiler, flussaufwärts mit Eisbrecher, baugeschichtlich und ortsgeschichtlich besonders bedeutendes Zeugnis, darüber hinaus als eine der ältesten Brücken im Westerzgebirge mit Seltenheitswert. Erbauung der Burg Schwarzenberg etwa um 1150 als Herrschaftssitz wegen dieses Flussüberganges der alten Passstraße. Erst Furt, dann Holzbrücke, ab 1574 bereits als „Steinerne Brücke“ erwähnt. | 09201756 |
| Weitere Bilder                          | Waldpark                                                                  | Alte Heerstraße (Karte)              | 1847                      | Von stadtgeschichtlicher, gartenkünstlerischer und landschaftsgestaltender Bedeutung. 1847 auf Anregung des Bürgermeisters Gustav Weidauer angelegt, ab 1863 befand sich südlich angrenzend das Kurbad und spätere Hotel „Bad Ottenstein“ (1995 abgerissen), im Zentrum des Park befand sich ein Aussichtsturm (vergleiche topographische Karten von 1893-1941 und historische Postkarten), Waldpark mit vorwiegend Rot-Buchen-Bestand (Fagus sylvatica), von Nordosten auf den Park zuführende Rot-Buchen-Allee, die über dem Schwarzwasser anstehenden Felsen wurden gestalterisch in den Park einbezogen, Aussichtsplätze auf den Felsen bieten Blicke über die Altstadt mit Schloss und St.-Georgen-Kirche, landschaftlich geschwungenes Wegesystem mit wassergebundener Decke und Granitkanten sowie einer Vielzahl von Treppen aus Granit. Ausstattung: - Schillergedenkstein: im Norden der Anlage schlichter Granit-Stein mit folgender Inschrift: „Dem deutschen Dichter Fr. v. Schiller d. 10. Nov. 1859“, - Lutherlinde (Neupflanzung am historischen Standort) und Luthergedenkstein: Im Osten der Anlage Winter-Linde (Tilia cordata) und schlichter Granitstein mit folgender Inschrift: „DEM GROSSEN REFORMATOR Dr. MARTIN LUTHER/10. NOV. 1883“ - Bürgermeister-Weidauer-Gedenkstein: Im Süden der Anlage an den Felsen angebrachte, profilierte Sandsteinplatte mit Überdachung und neuer Metallplatte mit folgender Inschrift: „Herrn Bürgermeister Friedr. Gustav Weidauer/Ritter des K.S.A.O.I./dem Begründer dieser Anlagen, aus Dankbarkeit gewidmet von der Stadt Schwarzenberg. 1883“. | 09306147 |
| Weitere Bilder                          | Eisenbahntunnel                                                           | Badstraße (Karte)                    | bezeichnet 1882           | Tunnel unter dem Schlossberg mit gestalterisch hervorgehobenem Nord- und Südeingang, bedeutendes Denkmal der Verkehrsgeschichte. | 09201710 |
| Direkt Bild zu diesem Denkmal hochladen | Wohnhaus in offener Bebauung                                              | Badstraße 8 (Karte)                  | um 1700                   | Typisches und zugleich bemerkenswertes Kleinbürgerhaus des 16. und 17. Jahrhunderts mit Fachwerkobergeschoss und Satteldach, seitlicher Anbau (als Umgebindehaus errichtet), baugeschichtlich und hausgeschichtlich bedeutend. | 09201706 |
| Direkt Bild zu diesem Denkmal hochladen | Wohnhaus in offener Bebauung                                              | Badstraße 10 (Karte)                 | 18. Jahrhundert           | Charakteristischer zweigeschossiger Bau mit Satteldach, im Obergeschoss wohl noch Fachwerk, baugeschichtlich bedeutend, zudem wichtig für das Ortsbild. Zweigeschossig, massives Erdgeschoss, Obergeschoss Fachwerk – teilweise verschiefert oder verputzt, getrepptes Kranzgesims, steiles leicht geschweiftes Satteldach. | 09201707 |
|                                         | Wohnhaus in offener Bebauung                                              | Badwiese 2 (Karte)                   | um 1905                   | Putzbau im Jugend- und Reformstil, baugeschichtlich und stadtentwicklungsgeschichtlich bedeutsam. Im Treppenhaus originale Ausstattung: Türen, Geländer, Farbglasfenster, geschliffenes Glas, Supraporten, Lampen usw. | 09201534 |
|                                         | Wohnhaus in halboffener Bebauung                                          | Badwiese 3 (Karte)                   | um 1905                   | Stattlicher Putzbau mit Zierfachwerk, baugeschichtlich und stadtentwicklungsgeschichtlich bedeutsam. Zweigeschossiger Putzbau mit ausgebautem Dachgeschoss und turmartig ausgeprägter Ecke, im Dachbereich Zierfachwerk, Fensterläden in beiden Geschossen, Veranda an der Ostseite über zwei Geschosse. | 09201536 |
|                                         | Wohnhaus in offener Bebauung                                              | Badwiese 5                           | um 1905                   | Putzbau im Reformstil, baugeschichtlich und stadtentwicklungsgeschichtlich bedeutsam. Zweigeschossiger Putzbau mit aufwändigem Dachausbau. | 09201535 |
| Weitere Bilder                          | Eisenbahntunnel                                                           | Hammerweg (Karte)                    | bezeichnet 1882           | Tunnel unter dem Schlossberg mit gestalterisch hervorgehobenem Nord- und Südeingang, bedeutendes Denkmal der Verkehrsgeschichte. | 09201710 |
| Direkt Bild zu diesem Denkmal hochladen | Wohnhaus in halboffener Bebauung                                          | Hammerweg 1                          | bezeichnet 1770           | Charakteristisches Gebäude mit hohem, ausgebautem Steildach, hervorgehoben durch Segmentbogenportal mit Scheitelstein einschließlich Datierung und qualitätvolle historisierende Eingangstür, baugeschichtlich und stadtentwicklungsgeschichtlich bedeutend sowie von Belang für Ortsbild. | 09201713 |
| Direkt Bild zu diesem Denkmal hochladen | Wohnhaus in halboffener Bebauung                                          | Hammerweg 3 (Karte)                  | 2. Hälfte 18. Jahrhundert | Traditionelles Fachwerk-Gebäude von baugeschichtlich und stadtentwicklungsgeschichtlich von Bedeutung. Erdgeschoss massiv, verputzt, Obergeschoss Fachwerk verschiefert, steiles Mansarddach mit Zwerchhaus und vier kleinen Dachhäuschen. | 09247864 |
| Direkt Bild zu diesem Denkmal hochladen | Wohnhaus in geschlossener Bebauung                                        | Hammerweg 5 (Karte)                  | Kern 18. Jahrhundert      | Integraler Bestandteil der historischen Vorstadtbebauung. | 09306018 |
| Direkt Bild zu diesem Denkmal hochladen | Wohnhaus in halboffener Bebauung                                          | Hammerweg 7 (Karte)                  | um 1800                   | Markantes Gebäude mit verbrettertem Obergeschoss (wohl Fachwerk), maßstäblichen Fensteröffnungen und Steildach, baugeschichtlich bedeutend, wichtig für Ortsbild und als Teil der Unterstadt stadtentwicklungsgeschichtlich von Belang. | 09201712 |
| Direkt Bild zu diesem Denkmal hochladen | Wohnhaus in offener Bebauung                                              | Hammerweg 17 (Karte)                 | um 1800                   | Markanter Bau mit verputztem Fachwerkobergeschoss, weitestgehend erhaltener Maßstäblichkeit der Öffnungen und Steildach, baugeschichtlich bedeutend, zudem als wichtiger Teil der Unterstadt von Schwarzenberg stadtentwicklungsgeschichtlich wertvoll. | 09201708 |
| Weitere Bilder                          | Wegestein                                                                 | Karlsbader Straße (Karte)            | 19. Jahrhundert           | Quadratischer Granitstein mit flacher pyramidaler Spitze und Inschrift, von verkehrsgeschichtlicher Bedeutung. | 08992397 |
|                                         | Fabrikgebäude einer ehemaligen Kammgarnspinnerei                          | Karlsbader Straße 2 (Karte)          | 1845                      | Davor wohl Glasfabrik, markanter viergeschossiger Rechteckbau mit Walmdach, belebt durch Glocken- oder Uhrturm sowie lange, schmale Dachhechte, mit seiner für das Erzgebirge typischen Bauweise baugeschichtlich bedeutsam, zudem ortsgeschichtlich und sozialgeschichtlich von Wert sowie wichtig für Ortsbild. | 09201750 |
|                                         | Villa                                                                     | Karlsbader Straße 4 (Karte)          | 1907                      | Herrschaftliche Jugendstil-Villa mit aufwändiger Fassadengestaltung, baugeschichtlich und künstlerisch bedeutend. | 09201531 |
| Direkt Bild zu diesem Denkmal hochladen | Wohnhaus in offener Bebauung                                              | Karlsbader Straße 6                  | bezeichnet 1882           | Putzbau mit überformter Fassade der 1920er Jahre, baugeschichtlich von Bedeutung. Fassade 1922 umgestaltet: dreieckige Dachgaupe und Giebel sowie typische Ornamentik. | 09201532 |
|                                         | Wohnhaus in offener Bebauung und Ecklage                                  | Karlsbader Straße 7 (Karte)          | um 1900                   | Prägnanter Putzbau mit späthistoristischer Fassade, baugeschichtlich und ortsentwicklungsgeschichtlich von Bedeutung. | 09201530 |
|                                         | Mietshaus in geschlossener Bebauung                                       | Karlsbader Straße 15                 | um 1900                   | Qualitätvoller Mietsbau in Klinkermischbauweise, baugeschichtlich und stadtentwicklungsgeschichtlich bedeutsam. | 09201529 |
|                                         | Mietshaus in geschlossener Bebauung                                       | Karlsbader Straße 17 (Karte)         | um 1900                   | Qualitätvoller Mietsbau in Klinkermischbauweise mit aufwändiger Fassadengestaltung, baugeschichtlich und stadtentwicklungsgeschichtlich bedeutsam. | 09201695 |
|                                         | Mietshaus in geschlossener Bebauung                                       | Karlsbader Straße 19 (Karte)         | um 1900                   | Qualitätvoller Mietsbau in Klinkermischbauweise, baugeschichtlich und stadtentwicklungsgeschichtlich bedeutsam. | 09201696 |
|                                         | Mietshaus in halboffener Bebauung                                         | Karlsbader Straße 21                 | um 1900                   | Schlichter historisierender Bau mit Rundbogenfenstern im zweiten Obergeschoss, stadtentwicklungsgeschichtlich bedeutsam. | 09201697 |
| Direkt Bild zu diesem Denkmal hochladen | Wohnhaus in offener Bebauung                                              | Karlsbader Straße 27 (Karte)         | Ende 19. Jahrhundert      | Historisierender Putzbau mit klarer Fassadengliederung, baugeschichtlich von Bedeutung. Vermutlich ehemals Verwaltungsgebäude der benachbarten Fabrik, dreigeschossiger Putzbau mit drei zu sechs Achsen, aufwändige Fensterbedachung, Satteldach. | 09201528 |
| Weitere Bilder                          | Mühlengebäude mit technischer Ausstattung („Herrenmühle“)                 | Karlsbader Straße 38                 | 1549                      | Historischer Mühlenstandort, mehrfach umgebaut, baugeschichtlich, ortsgeschichtlich und technikgeschichtlich von Bedeutung. Das weithin sichtbare Gebäude zeigt den üblichen Aufbau einer Getreidemühle mit mehreren Böden (Geschossen) für die Müllerei und die Reinigung, Transmissonskeller, Mahl- oder Walzenstuhlboden, zwei Rohrböden, Plansichterboden, Dachboden und Spitzboden. Die Technik hat sich in Teilen erhalten. - Im Transmissionskeller (Untergeschoss) befindet sich die Haupttransmissionswelle, weitere Übertragungselemente, Elevatorenteile (Füße) und diverse Aggregate, so ein Generator und ein Drehstrommotor der Firma Poge EAG aus Chemnitz mit 30 PS, vermutlich in den 1930er Jahren gebaut. - Im Erdgeschoss, Mahl- oder Walzenstuhlboden, stehen zwei Doppelwalzenstühle, einer von der Firma Seck Dresden, vermutlich aus dem zweiten Viertel des 20. Jahrhunderts und ein weiterer in den 1930er Jahren oder nach 1945 gebauter Stuhl, ein Mahlgang sowie ein markantes Mahlaggregat, wohl eine Quetsche, der Firma Nagel und Kaemp aus Hamburg. - Es folgt auf den beiden Rohrböden, dem ersten und zweiten Obergeschoss, eine große Mischmaschine, auf dem zweiten Rohrboden zudem zwei Aspirateure, einer von der Firma Robert Kuhnt, Mühlenbauanstalt Geyer/Erzgeb., wohl um 1910. Abgesehen davon haben sich hier nur noch fragmentarische Reste von der Technik erhalten. - Im dritten Obergeschoss, dem Plansichterboden, befinden sich noch zwei Mehlwaagen, eine von der Oschatzer Maschinenfabrik, erbaut 1953 und eine mit der Aufschrift „Kronos (Reuther)“, wohl aus dem zweiten Viertel des 20. Jahrhunderts. Abgesehen davon finden sich auch hier nur noch Reste der Mühlentechnik. - Auf dem Dachboden (Dachgeschoss) haben sich zwei Filterschränke erhalten, einer von der Firma Seck aus Dresden und einer von der Firma Kuhnt aus Geyer, des Weiteren mehrere Elevatorenköpfe und eine Verteilerschnecke. Der Spitzboden zeigt eine weitere Verteilerschnecke. - Durch die verschiedenen Geschosse führen noch der Bremsfahrstuhl und einige Elevatorenstränge. | 09201683 |
| Direkt Bild zu diesem Denkmal hochladen | Transformatorenstation                                                    | Karlsbader Straße 38 (neben) (Karte) | um 1910                   | Zeugnis der Elektrifizierung, technikgeschichtlich und versorgungsgeschichtlich von Bedeutung. | 09201692 |
| Direkt Bild zu diesem Denkmal hochladen | Villa mit Villengarten und Einfriedung                                    | Karlsbader Straße 43 (Karte)         | um 1910                   | Architektonisch bemerkenswerte Villa aus der Zeit um 1910, Holzschiefergiebel, Eingangsbereich hervorgehoben, dahinter Hallendiele (möglicherweise noch mit originaler Innenausstattung), baugeschichtlich und straßenbildprägend von Bedeutung. Farbglasfenster in Hallendiele. | 09201694 |
| Direkt Bild zu diesem Denkmal hochladen | Villa mit Einfriedung und Gartenpavillon                                  | Karlsbader Straße 45 (Karte)         | um 1900                   | Repräsentative Historismusvilla, aufwändige Sandstein-Klinker-Fassade, gestalterische Akzente durch übergiebelten Risalit und verzierte Dachhäuschen, baugeschichtlich bedeutsam. | 09201693 |
| Direkt Bild zu diesem Denkmal hochladen | Villa mit Stützmauer                                                      | Krummer Weg 2 (Karte)                | um 1905                   | Putzbau im traditionalistischen Stil, baugeschichtlich von Bedeutung. Originale Innenausstattung: Treppenhausgeländer, Türen, Türrahmen, Vertäfelung, Farbglasfenster. | 09201524 |
| Direkt Bild zu diesem Denkmal hochladen | Villa mit Einfriedung und Pforte                                          | Krummer Weg 4 (Karte)                | um 1905                   | Putzbau im traditionalistischen Stil, baugeschichtlich von Bedeutung. | 09201525 |
| Direkt Bild zu diesem Denkmal hochladen | Villa mit Stützmauer                                                      | Krummer Weg 6 (Karte)                | um 1928                   | Putzbau im traditionalistischen Stil, baugeschichtlich von Bedeutung. | 09201526 |
| Direkt Bild zu diesem Denkmal hochladen | Villa mit Stützmauer                                                      | Krummer Weg 8                        | um 1928                   | Putzbau im traditionalistischen Stil, baugeschichtlich von Bedeutung. | 09201527 |
| Direkt Bild zu diesem Denkmal hochladen | Wohnhaus in halboffener Bebauung                                          | Obergasse 2 (Karte)                  | um 1800                   | Gebäude aus der Zeit um 1800 mit hohem Mansarddach, Fachwerkobergeschoss und charakteristischem, übergiebeltem Dacherker, wohl eines der ältesten Häuser im Bereich der Obergasse (möglicherweise auch der gesamten Unterstadt), baugeschichtlich und stadtentwicklungsgeschichtlich bedeutend. | 09201684 |
| Direkt Bild zu diesem Denkmal hochladen | Hammerwerksgebäude in halboffener Bebauung                                | Obergasse 15; 17 (Karte)             | bezeichnet 1776           | Breit gelagerter, zweigeschossiger Bau mit erhöhtem Mittelteil und Steildächern, winkliger Grundriss (zwei Gebäudeteile), bemerkenswert die noch erkennbaren spätbarocken Portale, in seiner heutigen Form weitgehend von 1776, ortsgeschichtlich, baugeschichtlich und industriegeschichtlich bedeutsam. Der Hammer vom sächsischen Kurfürsten 1536 (urkundlich) gegründet zur Herstellung von Kanonenkugeln (Schmalkaldischer Krieg), später Fossilienwerk (Farbherstellung), ab 1800 (möglicherweise 1776) Besitzer Bonitz, Drahthammer. | 09201685 |
| Direkt Bild zu diesem Denkmal hochladen | Wohnhaus in offener Bebauung                                              | Uferstraße 3 (Karte)                 | um 1910                   | Charakteristisches und weitgehend ursprünglich erhaltenes Gebäude aus dem Anfang des 20. Jahrhunderts mit zeittypischem geometrischem Fassadenschmuck, Belebung durch Klappläden, Erker und schlichtes Zierfachwerk, baugeschichtlich von Wert. | 09201709 |
| Direkt Bild zu diesem Denkmal hochladen | Mietshaus in halboffener Bebauung                                         | Uferstraße 6 (Karte)                 | um 1895                   | Charakteristisches Gründerzeitgebäude mit Klinker-Sandsteinfassade, zum Teil mit Schmuckdetails, baugeschichtlich und stadtentwicklungsgeschichtlich bedeutend. | 09201691 |
| Direkt Bild zu diesem Denkmal hochladen | Wohnhaus in offener Bebauung, mit Anbau                                   | Vorstadt 5 (Karte)                   | um 1800                   | Städtebaulich markanter Bau mit axialer Fassadengliederung und ausgebautem Steildach, dazu rückwärtiger Fachwerkanbau, baugeschichtlich, stadtentwicklungsgeschichtlich bedeutend und wichtig für Ortsbild (Eckbau). | 09201714 |
| Direkt Bild zu diesem Denkmal hochladen | Wohnhaus in offener Bebauung                                              | Vorstadt 9 (Karte)                   | um 1800                   | Typisches und gestalterisch qualitätvolles spätbarockes Gebäude mit mittlerer übergiebelter Dachgaupe und geohrtem Segmentbogenportal, innen Kreuzgewölbe, Obergeschoss Fachwerk, baugeschichtlich von besonderem Wert, auch stadtentwicklungsgeschichtlich bedeutend und von Belang für Ortsbild. | 09201715 |
| Direkt Bild zu diesem Denkmal hochladen | Wohnhaus in geschlossener Bebauung                                        | Vorstadt 12 (Karte)                  | um 1800                   | Schlichter Fachwerkbau mit historistischer Haustür, baugeschichtlich und stadtentwicklungsgeschichtlich bedeutend, zudem von Belang für Ortsbild. | 09201718 |
| Direkt Bild zu diesem Denkmal hochladen | Wohnhaus in geschlossener Bebauung                                        | Vorstadt 14                          | um 1800                   | Charakteristischer Bau mit verputztem Fachwerkobergeschoss und ausgebautem Dachgeschoss, am Eingang zur Vorstadt liegend, baugeschichtlich und stadtentwicklungsgeschichtlich bedeutend, zudem von Belang für Ortsbild. | 09201716 |
| Direkt Bild zu diesem Denkmal hochladen | Wohnhaus in halboffener Bebauung                                          | Vorstadt 16 (Karte)                  | um 1800                   | Charakteristischer Bau mit verputztem Fachwerkobergeschoss und ausgebautem Dachgeschoss, am Eingang zur Vorstadt liegend, baugeschichtlich und stadtentwicklungsgeschichtlich bedeutend, zudem von Belang für Ortsbild. | 09201717 |

## Wildenau/Brückenberg
| Bild                                    | Bezeichnung                                                                                            | Lage                              | Datierung                 | Beschreibung | ID       |
| --------------------------------------- | --- | --------------------------------- | ------------------------- | --- | -------- |
| Direkt Bild zu diesem Denkmal hochladen | Wohnhaus in offener Bebauung                                                                           | Alte Annaberger Straße 22 (Karte) |                           | | 09306019 |
| Direkt Bild zu diesem Denkmal hochladen | Wohnhaus in offener Bebauung                                                                           | Alte Annaberger Straße 36 (Karte) | um 1920                   | Schlichtes aber sehr typisches und authentisches Wohnhaus der 1920er/1930er Jahre, baugeschichtlich von Bedeutung. | 09201551 |
| Direkt Bild zu diesem Denkmal hochladen | Wohnhaus in offener Bebauung                                                                           | Am Brückenberg 5 (Karte)          | um 1830 im Kern           | Wohl ehemaliges Handwerkerhaus, später um Scheunenteil erweitert und nach 1914 um Drempelgeschoss mit Zier-Fachwerk ergänzt, baugeschichtlich und ortsentwicklungsgeschichtlich von Bedeutung. Die Gebäude Am Brückenberg sind um 1830 planmäßig angelegt worden, massiver Bau mit typischem, dreigeteilten Grundriss. | 09300148 |
| Direkt Bild zu diesem Denkmal hochladen | Wohnhaus in offener Bebauung                                                                           | Am Schloßwald 48 (Karte)          | 1930er Jahre              | Putzbau mit zeittypischen, traditionalistischen und expressionistischen Elementen, baugeschichtlich bedeutend. | 09201726 |
| Weitere Bilder                          | Kalkofen, später Wohnhaus                                                                              | Am Schloßwald 49 (Karte)          | 1. Hälfte 19. Jahrhundert | Ehemaliger über achteckigem Grundriss, bemerkenswertes technisches Denkmal, später mit Wohnhaus überbaut, baugeschichtlich und technikgeschichtlich von Bedeutung. 1905 zum Wohnhaus umgebaut | 09201732 |
| Weitere Bilder                          | Friedhofskapelle und zwei Grabanlagen auf dem Friedhof Wildenau                                        | Graulsteig 5 (Karte)              | um 1900                   | Kapelle gestalterisch hervorgehobener Bau mit Putz-Klinker-Fassade, vor allem ortsgeschichtliche Bedeutung. Grabanlagen der Familien Zweigler und Pilz (Fabrikanten). | 09201541 |
| Weitere Bilder                          | Katholische Kirche (ehemaliges Huthaus)                                                                | Graulsteig 6 (Karte)              | 1930 Weihe                | Regionaltypischer Bruchsteinbau mit Satteldach und Dachreiter mit Glocke, baugeschichtlich und ortsgeschichtlich von Bedeutung. Ehemaliges Huthaus, 1930 als Katholische Kirche geweiht. | 09201543 |
| Direkt Bild zu diesem Denkmal hochladen | Villa, Villengarten, Terrasse, Pavillon und Gartenhaus mit Luftschutzraum                              | Klempnerweg 13 (Karte)            | um 1935                   | Repräsentativer Putzbau der 1930er Jahre im Heimatstil, baugeschichtlich und ortsgeschichtlich bedeutend sowie gartenkünstlerisch wertvoll. Die Villa mit rustikalem Erdgeschoss, heterogenem Grundriss, Satteldächern und Giebelverschindelungen entstand in den 1930er Jahren, anscheinend gab es einen (abgebrannten) Vorgängerbau. Die Gartengestaltung erstreckt sich vor allem hinter der Villa, ihr Kernstück bildet eine im Halbrund angelegte Stützmauer, die Terrasse befindet sich an der stadtwärts gerichteten Seite, sie wird durch einen Pavillon mit Zeltdach belebt, das Gartenhaus mit Luftschutzraum am anderen Ende des Gartenterrains entstand 1939. | 09201733 |
| Direkt Bild zu diesem Denkmal hochladen | Wohnhaus                                                                                               | Preßspangässel 1 (Karte)          | um 1800                   | Regionaltypischer Fachwerkbau mit gestaltetem Schiefergiebel, baugeschichtlich von Bedeutung. | 09201548 |
| Direkt Bild zu diesem Denkmal hochladen | Villa mit Villengarten als Terrassenanlage und Einfriedung nordwestlich der Villa sowie Gartenpavillon | Raschauer Weg 31 (Karte)          | um 1905                   | Putzbau im Reformstil der Zeit um 1905, baugeschichtlich von Bedeutung. | 09201544 |
|                                         | Wohnhaus in offener Bebauung                                                                           | Straße des 18. März 23 (Karte)    | um 1900                   | Qualitätvoller Wohnbau in Klinkermischbauweise mit aufwändiger Fassadengestaltung, baugeschichtlich und stadtentwicklungsgeschichtlich bedeutsam. Dahinter Gebäude der ehemaligen Kleider- und Wäschefabrik. Möglicherweise bildeten Vordergebäude und Wäschefabrik ursprünglich eine Einheit. | 09201537 |
| Direkt Bild zu diesem Denkmal hochladen | Mietshaus in halboffener Bebauung                                                                      | Wildenauer Weg 1 (Karte)          | um 1900                   | Repräsentatives Wohngebäude der Jahrhundertwende mit aufwändiger Fassadengestaltung, baugeschichtlicher Wert. Gebäude zeigt neben Jugendstilmotiven noch historisierende Motive. | 09201748 |